# Список глав манги «Наруто» (II часть)
Манга «Наруто», созданная Масаси Кисимото, еженедельно выходила в японском журнале Weekly Shonen Jump с 1999 по 2014 год.
Примерно раз в два месяца издательство Shueisha объединяло главы в тома (т. н. «танкобоны») и публиковало в виде отдельных книг. Выход «юбилейного» 50 тома состоялся 4 марта 2010 года. «Наруто» выпускается издательствами многих стран мира. Правами на публикацию в США владеет компания Viz Media. В России манга была лицензирована в 2008 году: «Эксмо» и «Комикс-Арт» официально заявили о приобретении прав. Выход первого тома на русском языке состоялся 28 ноября 2008 года.
Действие сюжета произведения разворачивается в двух временных промежутках: первом, описанном в двадцати семи томах и втором, начинающемся с 245 главы и повествующем о жизни персонажей спустя два с половиной года после окончания сюжетной линии первой части — повзрослевший Наруто Удзумаки и его друзья противостоят зловещей организации Акацуки, планирующей захватить весь мир.
Показ аниме-адаптации второй части манги производства компании Studio Pierrot начался на телеканале TV Tokyo 15 февраля 2007 года.

## Список глав
Для томов, ещё не выпущенных издательствами «Эксмо» и «Комикс-Арт», дан дословный перевод оригинального названия.

### Тома 28-39
| № | Заглавие                                                     | На японском языке                           | На русском языке      |
| --- | ------------------------------------------------------------ | ------------------------------------------- | --------------------- |
| 28 | Возвращение домой (яп. ナルトの帰郷!! Наруто но кикё:!!)     | 3 июня 2005 года ISBN 978-4-08-873828-4     | Планируется к выпуску |
| Персонажи на обложке: Наруто Удзумаки, Сакура Харуно, Какаси Хатакэ Главы: - 245. Возвращение домой!! (яп. ナルトの帰郷!! Наруто но кикё:!!) - 246. Как они выросли!! (яп. 二人の成長!! Футари но сэйсё:!!) - 247. Вторжение в пески (яп. 砂への侵入者たち Суна э но синню:ся-тати) - 248. Засада в песках…!! (яп. 迎えうつ砂…!! Мукаэуцу Суна…!!) - 249. Как Кадзэкагэ…!! (яп. 風影として…!! Кадзэкагэ то ситэ…!!) - 250. Новая команда, первая миссия!! (яп. 新チーム、初任務!! Син ти:му, хацу нимму!!) - 251. В Песок…!! (яп. 砂へ…!! Суна э…!!) - 252. Поток чувств…!! (яп. 想い、駆ける…!! Омой, какэру…!!) - 253. Надёжное подкрепление…!! (яп. 頼れる加勢…!! Таёрэру касэй…!!) |                                                              |                                             |                       |
| Наруто возвращается в деревню. Чтобы проверить его и способности Сакуры, Какаси устраивает для них старую проверку — они должны отобрать у него бубенцы. Однако Наруто решает поступить хитрее и начинает вслух читать отрывок из недавно подаренного Копирующему Ниндзя нового романа Дзирайи — Какаси ничего не остаётся, кроме как закрыть уши и глаза, чтобы сяринган не смог прочитать по губам. Сакуре и Наруто удаётся добыть бубенцы — отныне они равноправные с Какаси члены одной команды, а не, как раньше, его ученики. Наруто узнаёт, что все его одногодки уже стали как минимум тюнинами. Гаару, ставшего Кадзэкагэ, похищают члены Акацуки Дэйдара, мастер взрывов, и Сасори, специалист по марионеткам. Во время сражения с последним в организм Канкуро попадает сильнейший яд. На помощь деревне Песка отправляется команда Какаси, а спустя некоторое время команда Гая. Прибывшей в селение Песка Сакуре удаётся извлечь из Канкуро весь яд. Свою помощь в миссии по возвращению Гаары соглашается оказать бабушка Сасори, Тиё. |                                                              |                                             |                       |
| 29 | Какаси против Итати (яп. カカシVSイタチ!! Какаси vs. Итати)  | 4 августа 2005 года ISBN 978-4-08-873849-9  | Планируется к выпуску |
| Персонажи на обложке: Наруто Удзумаки, Гаара Главы: - 254. Братья…!! (яп. 兄弟…!! Кё:дай…!!) - 255. Приближаясь…!! (яп. 接近…!! Сэккин…!!) - 256. Преграждающие путь!! (яп. 立ちはだかる者たち!! Тати ва дакару моно-тати!!) - 257. Бесценный опыт Какаси (яп. カカシの経験値 Какаси но кэйкэн атай) - 258. Гай против Кисамэ (яп. ガイVS鬼鮫!! Гай vs. Кисамэ) - 259. Сила Итати…!! (яп. イタチの力…!! Итати но тикара…!!) - 260. Какаси против Итати!! (яп. カカシVSイタチ!! Какаси vs. Итати) - 261. Дзинтюрики…!! (яп. 人柱力…!! Дзинтю:рики…!!) - 262. Обдумываемые эмоции…!! (яп. 駆ける思い…!! Какэру омой…!!) |                                                              |                                             |                       |
| В одном из своих убежищ члены Акацуки начинают ритуал по извлечению из Гаары Однохвостого. Пёс Паккун, посланный Какаси, находит команду Гая и направляет их в сторону Страны Рек, куда судя по запаху, отправились члены Акацуки; однако на их пути встаёт клон Кисамэ. Тиё, присоединившаяся к команде Какаси рассказывает о дзинтюрики — людях, в чьих телах заключены хвостатые звери; на их пути встаёт клон Итати. Тиё вспоминает возможные методы борьбы с гэндзюцу. Две команды, победив своих противников, встречаются у входа в убежище Акацуки. |                                                              |                                             |                       |
| 30 | Бабуля Тиё и Сакура (яп. チヨバアとサクラ Тиё-ба: то Сакура) | 4 ноября 2005 года ISBN 978-4-08-873881-9   | Планируется к выпуску |
| Персонажи на обложке: Сакура Харуно, Тиё, Наруто Удзумаки Главы: - 263. Крик ярости…!! (яп. 大声で怒れ…!! О:гоэ дэ икарэ…!!) - 264. Искусство Сасори…!! (яп. サソリの芸術…!! Сасори но гэйдзюцу…!!) - 265. Бабушка Тиё и Сакура (яп. チヨバアとサクラ Тиё-ба: то Сакура) - 266. Появление Сасори…!! (яп. サソリ、現る…!! Сасори, аравару…!!) - 267. Жестокое решение…!! (яп. 激しき決意…!! Хагэсики кэцуй…!!) - 268. Кукловод против кукловода (яп. 傀儡師VS傀儡師!! Кугуцуси vs. кугуцуси) - 269. На что я способна…!! (яп. 出来ること…!! Дэкиру кото…!!) - 270. Просчёт…!! (яп. 誤算…!! Госан…!!) - 271. Неизвестная способность…!! (яп. 未知の能力…!! Мити но тикара…!!) |                                                              |                                             |                       |
| Команда Гая снимает печати, закрывающие вход в пещеру, но на них нападают сотворённые злодейской организацией клоны. Команда Какаси обнаруживает в пещере двух членов Акацуки и тело Кадзэкагэ. За Дэйдарой, унёсшем на созданной птице тело Гаары отправляются Наруто и Какаси, а Сакура и Тиё сражаются против Сасори — в процессе битвы им удаётся разрушить марионетку Хируко, в которой он прячется, а затем уничтожить куклу, сделанную из Третьего Кадзэкагэ. Также они выясняют, что Сасори сделал марионетку из самого себя — от него настоящего осталось лишь сердце, запечатанное в небольшой коробочке. |                                                              |                                             |                       |
| 31 | Доверенная мечта (яп. 託された想い!! Такусарэта омой!!)      | 26 декабря 2005 года ISBN 978-4-08-874002-7 | Планируется к выпуску |
| Персонажи на обложке: Наруто Удзумаки, Дэйдара, Сасори, Дзэцу Главы: - 272. Бабушка Тиё против Сасори…!! (яп. チヨバアVSサソリ…!! Тиё-ба: vs. Сасори…!!) - 273. Последняя битва!! (яп. ラストバトル!! Расуто батору!!) - 274. Несбывшаяся мечта (яп. 叶わぬ夢 Канавану юмэ) - 275. Награда…!! (яп. 褒美…!! Хо:би…!!) - 276. Новый сяринган!! (яп. 新しい写輪眼!! Атараси: сяринган!!) - 277. Последнее произведение искусства!! (яп. 究極の芸術!! Кю:кё:ку но гэйдзюцу!!) - 278. Смерть Гаары (яп. 我愛羅の死 Гаара но си) - 279. Чудесная сила…!! (яп. 不思議な力…!! Фусиги на тикара…!!) - 280. Доверенная мечта!! (яп. 託された想い!! Такусарэта омой!!) |                                                              |                                             |                       |
| Тиё и Сасори сражаются призванными марионетками: 10 против 100. В последние мгновения битвы Тиё удаётся пронзить сердце внука. «В награду» за то, что две куноити его победили, Сасори рассказывает, что через 10 дней на мосту Тэнти у него должна была состояться встреча со шпионом, которого он когда-то подослал к Оротимару. Команда Гая побеждает своих клонов-противников. Какаси использует против Дэйдары пробуждённый мангэкё сяринган и затягивает его правую руку в другое измерение. 3 группы ниндзя собираются вместе — клон Дэйдары устраивает взрыв, однако Какаси своим глазом удаётся её поглотить. Тиё использует разработанное ею дзюцу и оживляет Гаару в обмен на свою жизнь. |                                                              |                                             |                       |
| 32 | В поисках Саскэ (яп. サスケへの道!! Сасукэ э но мити!!)      | 4 апреля 2006 года ISBN 978-4-08-874039-3   | Планируется к выпуску |
| Персонажи на обложке: Сикамару Нара, Тёдзи Акимити, Ино Яманака, Наруто Удзумаки Главы: - 281. Путь к Саскэ!! (яп. サスケへの道!! Сасукэ э но мити!!) - 282. Команда Какаси возвращается (яп. カカシ班帰還 Какаси хан кикан) - 283. В поисках члена команды!! (яп. メンバー探し!! Мэмба: сагаси!!) - 284. Новый товарищ…!! (яп. 新しい仲間…!! Атараси: накама…!!) - 285. «Корень»!! (яп. “根”の者!! «Нэ» но моно!!) - 286. Наруто, Саскэ и Сакура (яп. ナルトとサスケとサクラ Наруто то Сасукэ то Сакура) - 287. Без названия (яп. 無題 Мудай) - 288. Тайные мысли (яп. 分からない感情 Вакаранай кандзё:) - 289. Шпион Акацуки!! (яп. “暁”のスパイ!! «Акацуки» но супай!!) |                                                              |                                             |                       |
| Какаси на долгое время отправляется в больницу после использования мангэкё. Создаётся новая команда, включающая: 1. Наруто Удзумаки 2. Сакура Харуно 3. Ямато — член АНБУ, назначенный лидером группы по приказу Цунадэ и способный использовать древесные техники. 4. Сай — член Корня АНБУ, чья кандидатура была продвинута Дандзо, сторонником грубой силы и идеологическим противником Третьего и Пятой Хокагэ. Его отличительная черта — дзюцу, использующие нарисованных зверей. В команде сразу начинается разлад — Сай, постоянно ходящий с фальшивой улыбкой, колко отзывается о Наруто и Сакуре. Команда отправляется на встречу со шпионом Сасори, и выясняется, что им был Кабуто Якуси. |                                                              |                                             |                       |
| 33 | Секретная миссия (яп. 極秘任務…!! Гокухи нимму…!!)           | 2 июня 2006 года ISBN 978-4-08-874108-6     | Планируется к выпуску |
| Персонажи на обложке: Наруто Удзумаки, Сай Главы: - 290. Конец предательства!! (яп. 裏切りの結末!! Урагири но кэцумацу!!) - 291. Ключ к ярости (яп. 怒りの引き金!! Икари но хикиганэ) - 292. Третий хвост…!! (яп. 三本目…!! Санхоммэ…!!) - 293. Теряя контроль…!! (яп. 暴走…!! Бо:со:…!!) - 294. Четвёртый хвост…!! (яп. 四本目…!! Ёнхоммэ…!!) - 295. Становясь Девятихвостым…!! (яп. 九尾へ…!! Кю:би э…!!) - 296. Не лучший исход (яп. 悲しき決着 Канасики кэтяку) - 297. Миссия Сая!! (яп. サイの任務!! Сай но нимму!!) - 298. Секретная миссия…!! (яп. 極秘任務…!! Гокухи нимму…!!) - 299. Источник силы…!! (яп. 強さの源…!! Цуёся но минамото…!!) |                                                              |                                             |                       |
| Как оказывается, Кабуто уже давно перешёл на сторону Оротимару. Сам Саннин в это время появляется на мосту — его слова о Саскэ пробуждают в Наруто силу Кюби. Ямато использует особую печать чтобы обратить трансформацию юноши в Лиса. Воспользовавшийся моментом Сай начинает выполнять секретную миссию, порученную ему Дандзо, и в качестве подтверждения своих намерений сблизиться передаёт Оротимару папку с личными делами членов АНБУ, подконтрольных Хокагэ. Благодаря клону Ямато, трём членам команды из Конохи удаётся начать преследование Оротимару, Кабуто и Сая. |                                                              |                                             |                       |
| 34 | Воссоединение (яп. 再会の時…!! Сайкай но токи…!!)            | 4 августа 2006 года ISBN 978-4-08-874138-3  | Планируется к выпуску |
| Персонажи на обложке: Сино Абурамэ, Хината Хюга, Киба с Акамару, Наруто Удзумаки Главы: - 300. Альбом Сая…!! (яп. サイの絵本…!! Сай но эхон…!!) - 301. Сай и Саскэ!! (яп. サイとサスケ!! Сай то Сасукэ!!) - 302. Проникновение…!! (яп. 潜入…!! Сэнню:…!!) - 303. Предательство Сая!! (яп. サイの裏切り!! Сай но урагири!!) - 304. Оборотная сторона предательства!! (яп. 裏切りの裏側!! Урагири но урагава!!) - 305. Их связь (яп. キミとのつながり Кими то но цунагари) - 306. Воссоединение…!! (яп. 再会の時…!! Сайкай но токи…!!) - 307. По прихоти…!! (яп. 気まぐれ…!! Кимагурэ…!!) - 308. Сила Саскэ!! (яп. サスケの力!! Сасукэ но тикара!!) - 309. Разговор с Девятихвостым!! (яп. 九尾との対話!! Кю:би то но тайва!!) |                                                              |                                             |                       |
| Ямато, Наруто и Сакура проникают в убежище Оротимару и узнают, что истинной целью Сая является убийство Саскэ. Однако пообщавшись с Наруто, известным невероятной способностью изменять людей, Сай решает отказаться от своей миссии и вернуть Саскэ в селение, а не уничтожать. С помощью нарисованных животных он находит спящего Утиху в лабиринтах убежища и нападает на него, однако, чувствуя неладное, Саскэ производит мощный взрыв, обрушивший потолки. Следуя к источнику громкого хлопка, четверо членов команды Ямато снова собираются вместе, и перед ними предстаёт Утиха. Саскэ удаётся проникнуть в сознание Наруто и увидеть там Девятихвостого Лиса. Утиха собирается уничтожить команду Ямато, однако его останавливает Кабуто под предлогом, что те ещё пригодятся для уничтожения Акацуки. Саскэ, Оротимару и Кабуто покидают поле несостоявшегося боя. |                                                              |                                             |                       |
| 35 | Новый дуэт (яп. 新たなる二人組!! Аратанару футаригуми!!)     | 2 ноября 2006 года ISBN 978-4-08-874273-1   | Планируется к выпуску |
| Персонажи на обложке: Наруто Удзумаки Главы: - 310. Название (яп. タイトル Тайтору) - 311. Прозвища (яп. あだ名 Адана) - 312. Бесшумная угроза!! (яп. 忍び寄る脅威!! Синобиёру кё:й!!) - 313. Новый дуэт!! (яп. 新たなる二人組!! Аратанару футаригуми!!) - 314. Атака Акацуки…!! (яп. “暁”侵攻…!! «Акацуки» синко:…!!) - 315. Специальная тренировка!! (яп. 特別な修業!! Токубэцу на сюгё:!!) - 316. Начало обучения!! (яп. 修行、始め!! Сюгё:, хадзимэ!!) - 317. Начало кошмара!! (яп. 悪夢の始まり!! Акуму но хадзимари!!) - 318. Успехи в тренировке (яп. 順調なる修業 Дзюнтё: нару сюгё:) - 319. То, что даёт ему силу (яп. つき動かすもの Цукиугокасумоно) |                                                              |                                             |                       |
| Двое членов Акацуки, Хидан и Какудзу, захватывают дзинтюрики Двуххвостого, а затем убивают Тирику, настоятеля Храма Огня и бывшего члена двенадцати стражей-ниндзя даймё, за которого назначена награда в 30 млн монет. Наруто, по инициативе Какаси, начинает с помощью своих клонов тренироваться контролю природы его чакры, Ветра, для совершенствования своих техник. Дэйдара (с восстановленными руками) вместе с новым партнёром, Тоби, захватывает Трёххвостого. |                                                              |                                             |                       |
| 36 | Команда № 10 (яп. 第十班 Дайдзиппан)                         | 27 декабря 2006 года ISBN 978-4-08-874288-5 | Планируется к выпуску |
| Персонажи на обложке: Хидан, Какудзу, Наруто Удзумаки Главы: - 320. Награда…!! (яп. 賞金首…!! Сё:кин куби…!!) - 321. Искусство подбирать слова…!! (яп. 口上手…!! Кутидзё:дзу…!!) - 322. Бессмертный (яп. あいつは殺せない Айцу ва коросэнай) - 323. Божественный приговор!! (яп. 神の裁き!! Ками но сабаки!!) - 324. Расчёт Сикамару!! (яп. シカマルの分析!! Сикамару но бунсэки!!) - 325. После не будет…!! (яп. 後は無い…!! Ато ва най…!!) - 326. Боль, которую ты желаешь…!! (яп. 望んだ痛み…!! Нодзонда итами…!!) - 327. Среди отчаяния… (яп. 絶望の中に… Дзэцубо: но нака ни…) - 328. Команда № 10 (яп. 第十班 Дайдзиппан) - 329. Их цель…!! (яп. その目的…!! Соно мокутэки…!!) |                                                              |                                             |                       |
| Одна из посланных Цунадэ команд для поимки убийц Тирику в составе Асумы, Сикамару, Идзумо Камидзуки и Котэцу Хаганэ сталкивается с Хиданом и Какудзу и завязывается бой. Наруто продолжает тренировки и пытается «вложить» в Расэнган чакру Ветра, которой он владеет. В сражении с Хиданом Асума получает смертельные ранения. Во время ритуала по запечатыванию Трёххвостого бидзю лидер Акацуки рассказывает о целях, которые преследует организация. |                                                              |                                             |                       |
| 37 | Битва Сикамару (яп. シカマルの戦い!! Сикамару но татакай!!)  | 4 апреля 2007 года ISBN 978-4-08-874338-7   | Планируется к выпуску |
| Персонажи на обложке: Наруто Удзумаки, Асума Сарутоби, Какаси Хатакэ, Ино Яманака, Тёдзи Акимити, Сикамару Нара Главы: - 330. Печальное известие…!! (яп. 悲しき報せ…!! Канасики сирасэ…!!) - 331. Команда № 10 отправляется…!! (яп. 第十班が行く…!! Дайдзиппан га ику…!!) - 332. Битва Сикамару!! (яп. シカマルの戦い!! Сикамару но татакай!!) - 333. Совместимость…!! (яп. 相性…!! Айсё:…!!) - 334. Чёрная трансформация!! (яп. 黒き変貌…!! Куроки хэмбо:!!) - 335. Ужасающая тайна!! (яп. 恐るべき秘密!! Осорубэки химицу!!) - 336. Обратная сторона…!! (яп. 一転、窮地…!! Иттэн, кю:ти…!!) - 337. Талант Сикамару (яп. シカマルの才!! Сикамару но сай!!) - 338. Не рой яму другому… (яп. 人を呪わば… Хито о нороваба…) - 339. Новое дзюцу…!! (яп. 新術…!! Син дзюцу…!!) |                                                              |                                             |                       |
| Проходят похороны Асумы. Команду № 10 (Сикамару, Ино, Тёдзи) временно возглавляет поправившийся Какаси; группа обнаруживает Хидана и Какудзу и нападает на них. Используя свои теневые техники Сикамару удаётся поймать Хидана в ловушку и взорвав его, заживо похоронить под тоннами земли. На помощь другим сражающимся приходит команда Ямато. |                                                              |                                             |                       |
| 38 | Результат тренировок (яп. 修業の成果…!! Сюгё: но сэйка…!!)   | 4 июня 2007 года ISBN 978-4-08-874364-6     | Планируется к выпуску |
| Персонажи на обложке: Саскэ Утиха, Наруто Удзумаки Главы: - 340. Опасный мост (яп. 危ない橋 Абунай хаси) - 341. Результат тренировок…!! (яп. 修業の成果…!! Сюгё: но сэйка…!!) - 342. Король…!! (яп. 玉…!! Гёку…!!) - 343. Беспощадный… (яп. 非情に… Хидзё: ни…) - 344. Змея и… (яп. 蛇と… Хэби то…) - 345. Ритуал…!! (яп. 儀式…!! Гисики…!!) - 346. Секрет нового дзюцу!! (яп. 新術の秘密!! Син дзюцу но химицу!!) - 347. Объезжая места!! (яп. 寄り道!! Ёримити!!) - 348. Ещё одна!! (яп. 次なる一人!! Цуги нару хитори!!) - 349. Северное убежище (яп. 北のアジトにて Кита но адзито нитэ) |                                                              |                                             |                       |
| Наруто использует против Какудзу свою новую технику, Расэнган-сюрикэн, и вносит решающий вклад в уничтожение этого члена Акацуки. Саскэ, разочаровавшись в своём учителе, убивает Оротимару, поглотив часть его сущности. После этого он начинает собирать свою собственную команду. |                                                              |                                             |                       |
| 39 | Первый шаг (яп. 動き出す者たち Угокидасумоно-тати)           | 3 августа 2007 года ISBN 978-4-08-874397-4  | Планируется к выпуску |
| Персонажи на обложке: Саскэ Утиха, Суйгэцу Ходзуки, Карин, Дзюго Главы: - 350. Потрясающие новости…!! (яп. 衝撃の報せ…!! Сё:гэки но сирасэ) - 351. Мужской разговор!! (яп. 男との対話!! Отоко то но тайва!!) - 352. Их цель…!! (яп. 目的は…!! Мокутэки ва…!!) - 353. Собрание Акацуки…!! (яп. “暁”集合…!! «Акацуки» сю:го:…!!) - 354. Первый шаг (яп. 動き出す者たち Угокидасумоно-тати) - 355. Кого из них…!? (яп. どっちへ…!? Доти э…!?) - 356. Столкновение…!! (яп. 衝突…!! Сё:тоцу…!!) - 357. Дэйдара против Саскэ!! (яп. デイダラVSサスケ!! Дэйдара vs. Сасукэ!!) - 358. В ловушке C2!! (яп. 追いつめるC2!! Ойцумэру C2!!) - 359. Эти глаза…!! (яп. その眼…!! Соно мэ…!!) |                                                              |                                             |                       |
| Саскэ окончательно формирует свою команду, «Хэби» (досл. «Змея»), включающую Суйгэцу, Карин и Дзюго, и объявляет, что целью группы является убийство Итати Утихи. Цунадэ узнаёт о том, что Саскэ убил Оротимару и понимает, что ключом к нему может быть поимка их общей цели — Итати Утихи. Она создаёт группу из 8-ми ниндзя во главе с Какаси для поиска члена Акацуки. Группа, в свою очередь, разделяется на несколько для более эффективных поисков. Тройку Наруто-Ямато-Хината выслеживает Кабуто и передаёт им все записи об Акацуки, что у него имелись. Становится известно, что он пересадил себе часть органов убитого Оротимару и уже на треть им поглощён. Дэйдара начинает бой против Саскэ. |                                                              |                                             |                       |

### Тома 40-49
| № | Заглавие                                                                  | На японском языке                          | На русском языке      |
| --- | ------------------------------------------------------------------------- | ------------------------------------------ | --------------------- |
| 40 | Абсолютный шедевр (яп. 究極芸術!! Кю:кёку гэйдзюцу!!)                     | 2 ноября 2007 года ISBN 978-4-08-874432-2  | Планируется к выпуску |
| Персонажи на обложке: Дэйдара, Саскэ Утиха Главы: - 360. C4 Карура (яп. C4カルラ C4 Карура) - 361. Уязвимое место…!! (яп. 弱点…!! Дзякутэн…!!) - 362. Абсолютный шедевр!! (яп. 究極芸術!! Кю:кёку гэйдзюцу!!) - 363. Смерть Саскэ…!! (яп. サスケの死…!! Сасукэ но си…!!) - 364. Цель…!! (яп. 狙いは…!! Нэрай ва…!!) - 365. В погоне за Итати (яп. イタチを追え Итати о оэ) - 366. Братья (яп. 兄弟 Кё:дай) - 367. Итати и Саскэ (яп. イタチとサスケ Итати то Сасукэ) - 368. Сбор информации (яп. 情報収集 Дзё:хо:сю:сю:) - 369. О Пэйне (яп. ペインについて Пэйн ни цуйтэ) |                                                                           |                                            |                       |
| Проигрывая битву, Дэйдара взрывает себя вблизи Саскэ, однако тому удаётся спастись, призвав короля змей Ма́нду, который тем не менее из-за полученных травм погибает. Члены команды восьми из Конохи слышат взрыв, снова собираются вместе и отправляются по следу Саскэ. Итати с помощью своего клона назначает младшему брату встречу в одном из убежищ их клана для битвы. Дзирайя отправляется в Страну Дождя, где по его информации скрывается предполагаемый лидер Акацуки, Пэйн. |                                                                           |                                            |                       |
| 41 | Выбор Дзирайи (яп. 自来也の選択!! Дзирайя но сэнтаку!!)                   | 4 февраля 2008 года ISBN 978-4-08-874472-8 | Планируется к выпуску |
| Персонажи на обложке: Наруто Удзумаки, члены Акацуки Главы: - 370. Предчувствие (яп. 胸騒ぎ Мунасаваги) - 371. Старые знакомые…!! (яп. 旧知…!! Кю:ти…!!) - 372. Плачущая страна!! (яп. 泣いている国!! Найтэйру куни!!) - 373. Прошлое учителя и учеников…!! (яп. 師弟時代…!! Ситэй дзидай…!!) - 374. Стать Богом…!! (яп. 神への成長!! Ками э но сэйтё:!!) - 375. Две великих отшельника…!! (яп. 二大仙人…!! Ни Дайсэннин…!!) - 376. Дитя из пророчества!! (яп. 予言の子!! Ёгэн но ко!!) - 377. Режим Отшельника!! (яп. 仙人モード!! Сэннин мо:до!!) - 378. Один на один…!! (яп. 一対一…!! Иттай'ити…!!) - 379. Выбор Дзирайи!! (яп. 自来也の選択!! Дзирайя но сэнтаку!!) |                                                                           |                                            |                       |
| Дзирайя отправляет допрошенного им жителя Страны Дождя в Коноху для допросов. Он вспоминает, как за много лет до этого во время войны обучал троих способных детишек Конан (ж.), Яхико (м.) и Нагато (м.), а у последнего видел даже редчайшее додзюцу — риннэган. Также о том, как великий жабий мудрец предсказал, что сам он станет извращенцем-писателем, а его ученик величайшим синоби, который принесёт миру спокойствие либо уничтожит его. Дзирайя начинает бой с Пэйном. |                                                                           |                                            |                       |
| 42 | Секрет мангэкё (яп. 万華鏡の秘密…!! Мангэкё: но химицу…!!)                | 2 мая 2008 года ISBN 978-4-08-874512-1     | Планируется к выпуску |
| Персонажи на обложке: Наруто Удзумаки, Дзирайя Главы: - 380. Это лицо…!! (яп. その面影…!! Соно омокагэ…!!) - 381. Истинное лицо врага…!! (яп. その正体…!! Соно сё:тай…!!) - 382. Правильный выбор!! (яп. 本当の選択!! Хонто: но сэнтаку!!) - 383. Последняя глава, и…!! (яп. 最終章、そして…!! Сайсю:сё: , соситэ…!!) - 384. Два пути сходятся… (яп. 二つの道… Футацу но мити…) - 385. Секрет мангэкё…!! (яп. 万華鏡の秘密…!! Мангэкё: но химицу…!!) - 386. Новый свет…!! (яп. 新たな光…!! Аратана хикари…!!) - 387. Реальность…!! (яп. 現実…!! Гэндзицу…!!) - 388. Разница в силе…!! (яп. 力の差…!! Тикара но са…!!) - 389. Саскэ атакует! (яп. サスケの流れ! Сасукэ но кагарэ!) |                                                                           |                                            |                       |
| В свои последние минуты Дзирайя вспоминает грустные и счастливые моменты жизни, в том числе как Минато Намикадзэ и Кусина Удзумаки назвали своего сына в честь героя его романа, Наруто. Он успевает отправить в Коноху в желудке жабы одно из тел Пэйна и оставить зашифрованное сообщение на спине одного из призванных им жаб-мудрецов, Фукасаку. Дзирайя погибает от рук злодея, оставаясь в умах людей настоящим героем. На пути команды восьми из Конохи встаёт Тоби, не давая им продолжить преследование Саскэ. В убежище клана Итати рассказывает Саскэ о том, что в ночь уничтожения им клана ему помогал другой обладатель мангэкё сярингана — выживший Мадара Утиха. Он рассказывает об особенностях этих глаз, о том, что владеющий мангэкё постепенно слепнет, и единственный способ этого избежать — захватить глаза брата. Братья начинают бой.                                                                                                 |                                                                           |                                            |                       |
| 43 | Тот, кто знает правду (яп. 真実を知る者 Синдзюцу о сиру моно)             | 4 августа 2008 года ISBN 978-4-08-874552-7 | Планируется к выпуску |
| Персонажи на обложке: Саскэ Утиха, Итати Утиха Главы: - 390. Последнее дзюцу…!! (яп. 最後の術…!! Сайго но дзюцу…!!) - 391. Вместе с громом…!! (яп. 雷鳴と共に…!! Раймэй то томо ни…!!) - 392. Сусаноо…!! (яп. 須佐能乎…!! Сусано:…!!) - 393. Мои глаза…!! (яп. オレの眼…!! Орэ но мэ…!!) - 394. Победа Саскэ (яп. サスケの勝利 Сасукэ но сё:ри) - 395. Таинственный Тоби (яп. トビの謎 Тоби но надзо) - 396. Начало (яп. 自己紹介 Дзикосё:кай) - 397. Тот, кто знает правду (яп. 真実を知る者 Синдзюцу о сиру моно) - 398. Создание Конохи (яп. 木ノ葉のはじまり Коноха но хадзимари) - 399. Как всё начиналось!! (яп. すべての始まり!! Субэтэ но хадзимари!!) - 400. В глубинах ада (яп. 地獄の中で Дзигоку но нака дэ) - 401. Иллюзия (яп. 幻術 Мабороси) - 402. Последние слова (яп. 最後の言葉 Сайго но котоба) |                                                                           |                                            |                       |
| Фактически выиграв бой, Итати подходит к Саскэ, дотрагивается до его лба как любил делать это в детстве и непостижимым образом падает замертво. Дзэцу, наблюдающий за их боем, перемещается к Тоби и в присутствии команды восьми из Конохи сообщает о смерти Итати. Члены Акацуки забирают Саскэ и тело его погибшего брата в убежище. Тоби рассказывает очнувшемуся Саскэ шокирующую правду — клан Утиха в своё время готовил переворот, и руководство Конохи (Дандзо, а также советники Хомура и Кохару, при том, что Третий Хокагэ был против такого исхода) поручило его уничтожение Итати. Будучи членом АНБУ, он понимал, что переворот может унести гораздо больше жизней, чем уничтожение тех, кто его задумал и поэтому пошёл на это. Саскэ, узнавший всю правду, меняет название своей команды с «Хэби» («Змей») на «Така» («Ястреб») и объявляет новую цель — полное уничтожение Конохи, считая её жителей ответственными за смерть любимого брата. |                                                                           |                                            |                       |
| 44 | О сэндзюцу (яп. 仙術伝承! Сэндзюцу Дэнсё:!)                               | 4 ноября 2008 года ISBN 978-4-08-874589-3  | Планируется к выпуску |
| Персонажи на обложке: Наруто с Гаматацу и Гамакити Главы: - 403. Слёзы (яп. 涙 Намида) - 404. «Така» и Акацуки (яп. “鷹”と“暁” «Така» то «Акацуки») - 405. Наследие (яп. 遺されたもの Нокосарэтамого) - 406. Ключ к будущему (яп. 未来への鍵 Мирай э но каги) - 407. Адресованное Наруто (яп. ナルトに宛てて Наруто ни атэтэ) - 408. Предложение Фукасаку (яп. フカサクの提案 Фукасаку но тэйан) - 409. О сэндзюцу! (яп. 仙術伝承! Сэндзюцу Дэнсё:!) - 410. Битва в Грозовом ущелье!! (яп. 雲雷峡の闘い!! Унрайкё: но татакай!!) - 411. Хатиби против Саскэ!! (яп. 八尾VSサスケ!! Хатиби vs. Сасукэ!!) - 412. Немыслимый ужас (яп. かつてない戦慄 Кацутэнай сэнрицу) |                                                                           |                                            |                       |
| Фукасаку прибывает в Коноху и рассказывает о гибели Дзирайи, а также передаёт его зашифрованное в виде цифр сообщение. Наруто догадывается о его содержании: «Настоящего с ними ещё нет». Начинается вскрытие одного из тел Пэйна, а также допрос жителя Страны Дождя. Фукасаку отправляется вместе с Наруто на гору Мёбоку для обучения юноши искусству Отшельника. Фактически став частью Акацуки, команда «Така» начинает битву с дзинтюрики Восьмихвотого, Киллер Би. |                                                                           |                                            |                       |
| 45 | Место битвы - Коноха (яп. 戦場、木ノ葉!! Сэндзё: , Коноха!!)              | 4 февраля 2009 года ISBN 978-4-08-874627-2 | Планируется к выпуску |
| Персонажи на обложке: Наруто Удзумаки, Мир Богов, Мир Демонов, Мир Людей, Мир Животных, Мир Духов, Мир Ада Главы: - 413. Разрушение (яп. 崩落 Хо:раку) - 414. Разъярённый бык (яп. 暴れ牛 Абарэ уси) - 415. Новая сила!! (яп. 新しき力!! Атарасики тикара!!) - 416. История о бесстрашном ниндзя (яп. ド根性忍伝 Докондзё: ниндэн) - 417. Ход Райкагэ!! (яп. 雷影、動く!! Райкагэ, угоку!!) - 418. Мудрец Наруто!! (яп. 仙人ナルト!! Сэннин Наруто!!) - 419. Нападение!! (яп. 襲来!! Сю:рай!!) - 420. Место битвы - Коноха (яп. 戦場、木ノ葉!! Сэндзё: , Коноха!!) - 421. Зовите Наруто обратно (яп. ナルトを呼び戻せ!! Наруто о ёбимодосэ!!) - 422. Какаси против Пэйна (яп. カカシVSペイン!! Какаси vs. Пэйн!!) |                                                                           |                                            |                       |
| «Така» захватывает Киллер Би, однако как впоследствии оказывается, это был лишь клон. Наруто продолжает тренировки на горе Мёбоку. Узнавший о якобы похищении младшего брата Киллер Би, Четвёртый Райкагэ принимает решение о созыве Совета пяти Кагэ для выработки стратегии противодействия Акацуки. Конан и Пэйн начинают атаку на Коноху. |                                                                           |                                            |                       |
| 46 | Возвращение Наруто (яп. ナルト帰還!! Наруто кикан!!)                      | 1 мая 2009 года ISBN 978-4-08-874663-0     | Планируется к выпуску |
| Персонажи на обложке: Наруто Удзумаки, Какаси Хатакэ, Мир Богов Главы: - 423. Мощь Пути Бога!! (яп. 天道の能力!! Тэндо: но но:рёку!!) - 424. Решимость!! (яп. 決断!! Кэцудан!!) - 425. Хатакэ Какаси (яп. はたけカカシ) - 426. Наруто и Коноха!! (яп. ナルトと木ノ葉!! Наруто то Коноха!!) - 427. Воссоединение (яп. 再会 Сайкай) - 428. Разговор!! (яп. 対談!! Тайдан!!) - 429. Сознание боли (яп. 傷みを Итами о) - 430. Возвращение Наруто!! (яп. ナルト帰還!! Наруто кикан!!) - 431. Прорыв Наруто!! (яп. ナルト大噴火!! Наруто дайфунка!!) - 432. Возвращение Расэнгана-сюрикэна!! (яп. 螺旋手裏剣再び!! Расэнсюрикэн футатаби!!) |                                                                           |                                            |                       |
| Ниндзя Конохи отчаянно сражаются с телами Пэйна. Проникновение в воспоминания жителя Страны Дождя и вскрытие одного из тел злодея вместе с расшифрованным сообщением дают понять, что тела Пэйна управляются кем-то со стороны. В бою в числе других синоби погибают Какаси Хатакэ и Сидзунэ; Цунадэ впадает в кому. Наруто возвращается в деревню и начинает бой с Пэйном. |                                                                           |                                            |                       |
| 47 | Печать разрушена (яп. 封印破壊!! Фу:ин хакай!!)                           | 4 августа 2009 года ISBN 978-4-08-874711-8 | Планируется к выпуску |
| Персонажи на обложке: Наруто Удзумаки в обличье Курамы, Четвёртый Хокагэ со спины Главы: - 433. Провал сэндзюцу…!? (яп. 仙術失敗…!? Сэндзюцу сиппай…!?) - 434. Наруто против Пути Бога!! (яп. ナルトVS天道!! Наруто vs. Тэндо:!!) - 435. Бансё Тэнъин (яп. 万象天引 Бансё: Тэнъин) - 436. Мир (яп. 平和 Хэйва) - 437. Признание (яп. 告白 Кокухаку) - 438. Печать разрушена!! (яп. 封印破壊!! Фу:ин хакай!!) - 439. Тибаку Тэнсэй (яп. 地爆天星 Тибаку Тэнсэй) - 440. Разговор с Четвёртым!! (яп. 四代目との会話!! Ёндаймэ то но кайва!!) - 441. Расэнсюрикэн против Синра Тэнсэй!! (яп. 螺旋手裏剣VS神羅天征!! Расэнсюрикэн vs. Синра Тэнсей!!) - 442. Финальный шаг!! (яп. 最後の賭け!! Сайго но какэ!!) |                                                                           |                                            |                       |
| В разгаре битвы с Пэйном у Наруто постепенно появляются всё больше хвостов Лиса. Печать на его животе срабатывает так, что в его подсознании появляется Минато Намикадзэ, и юноша наконец узнаёт, что кумир его детства и есть его отец. Вернувшись в обычный облик, он уничтожает оставшиеся тела Пэйна и направляется к месту, где находится тот, кто ими управлял — Нагато. |                                                                           |                                            |                       |
| 48 | Торжествующая деревня (яп. 歓呼の里!! Канко но сато!!)                    | 4 ноября 2009 года ISBN 978-4-08-874748-4  | Планируется к выпуску |
| Персонажи на обложке: Наруто Удзумаки, Нагато в детстве, 2 изображения Дзирайи разного возраста Главы: - 443. Встреча!! (яп. 対面!! Таймэн!!) - 444. Ответ (яп. 答 Котаэ) - 445. Вершина мира (яп. 世界の天辺 Сэкай но тэппэн) - 446. Я только хотел защитить их (яп. ただ二人を守もりたい Тада футари о маморитай) - 447. Верю (яп. 信じる Синдзиру) - 448. Памятный подарок…!! (яп. 形見…!! Катами…!!) - 449. Цветы надежды (яп. 希望の花 Кибо: но Хана) - 450. Торжествующая деревня!! (яп. 歓呼の里!! Канко но сато!!) - 451. Распоряжение насчёт Саскэ!! (яп. サスケの処分!! Сасукэ но сёбун!!) - 452. Приближаясь к Дандзо!! (яп. ダンゾウに迫る!! Дандзо: ни сэмари!!) - 453. Накануне встречи Кагэ…!! (яп. 五影会談前夜…!! Гокагэ кайдан дзэнъя…!!) |                                                                           |                                            |                       |
| Воззвав к его воспоминаниям о желании принести мир другим людям, Удзумаки пробуждает в Нагато самые тёплые чувства, которые когда либо у него были. Тот, поняв, что в деле претворения мечты о мире в реальность он верит в Наруто, использует Технику Божественного воскрешения, и оживляет всех погибших при его нападении жителей Конохи, однако сам умирает. Конан заявляет, что покидает Акацуки и возвращается к жителям Страны Дождя чтобы заботиться о них. Наруто возвращается в Коноху настоящим героем. Дандзо, воспользовавшись бессознательным состоянием Цунадэ, предлагает себя на пост Шестого Хокагэ. Получив на это предварительное согласие даймё, он, по запросу Райкагэ, приказывает уничтожить Саскэ как нукэнина. Тоби сообщает Саскэ о созыве Совета пяти Кагэ, и тот принимает решение отправиться туда, чтобы убить Дандзо. |                                                                           |                                            |                       |
| 49 | Встреча Кагэ начинается (яп. 五影会談、開幕…!! Гокагэ кайдан, каймаку…!!) | 4 января 2010 года ISBN 978-4-08-874784-2  | Планируется к выпуску |
| Персонажи на обложке: Наруто Удзумаки, Гаара, Мэй Тэруми, Эй, Ооноки, Дандзо Симура Главы: - 454. Появление Кагэ…!! (яп. 五影登場…!! Гокагэ то:дзё:…!!) - 455. Узы…!! (яп. 繋がり…!! Цунагари…!!) - 456. Наруто отправляется…!! (яп. ナルト出発…!! Наруто сюппацу…!!) - 457. Встреча Кагэ начинается…!! (яп. 五影会談、開幕…!! Гокагэ кайдан, каймаку…!!) - 458. Спор пяти Кагэ…!! (яп. 五影の大論戦…!! Гокагэ но дайросэн…!!) - 459. Решение Сакуры!! (яп. サクラの決意!! Сакура но кэцуй!!) - 460. Саскэ окружён…!! (яп. サスケ包囲網…! Сасукэ хо:ймо:…!) - 461. Селение, скрытое в Облаках против команды «Така»!! (яп. 雲隠れVS“鷹”!! Кумогакурэ vs. «Така») - 462. Путь ниндзя Саскэ…!! (яп. サスケの忍道…!! Сасукэ но ниндо:…!!) - 463. Саскэ против Райкагэ!! (яп. サスケVS雷影!!) |                                                                           |                                            |                       |
| Кагэ съезжаются на Совет пяти лидеров крупнейших деревень в Страну Железа, где председателем их собрания становится главнокомандующий войсками самураев, Мифунэ. Ао, один из сопровождающих Пятой Мидзукагэ, с помощью пересаженного ему бякугана разоблачает Дандзо — как выясняется тот незаконно заполучил глаз Сисуй Утихи и с помощью дзюцу контролирует Мифунэ. Внезапно Дзэцу и команда «Така» атакуют участников собрания. Тоби рассказывает Наруто, Какаси и Ямато правду об Итати. |                                                                           |                                            |                       |

### Тома 50-59
| № | Заглавие                                                                    | На японском языке                           | На русском языке      |
| --- | --------------------------------------------------------------------------- | ------------------------------------------- | --------------------- |
| 50 | Смертельная битва под водой (яп. 水牢の死闘!! Суйро: но сито:!!)            | 4 марта 2010 года ISBN 978-4-08-870011-3    | Планируется к выпуску |
| Персонажи на обложке: Кисамэ Хосигаки, Киллер Би и его друг Сабу (мастер энки), Наруто Удзумаки Главы: - 464. Сила тьмы…!! (яп. 闇の力…!! Ями но тикара…!!) - 465. Атака на место встречи! (яп. 会談場襲撃! Кайдандзё: сю:гэки!) - 466. Большая битва за закрытыми дверями!! (яп. 密室の大攻防戦!! Миссицу но дайко:бо:сэн!!) - 467. Объявление войны (яп. 宣戦 Сэнсэн) - 468. Хатиби и Кюби (яп. 八尾と九尾 Хатиби то Кю:би) - 469. Признание Сакуры!! (яп. サクラの告白!! Сакура но кокухаку!!) - 470. Киллер Би против Кисамэ!! (яп. キラービーVS鬼鮫!! Кира:би: vs. Кисамэ!!) - 471. Восьмихвостый, версия 2 (яп. 八尾、バージョン2!! Хатиби, Ба:дзён Цу:!!) - 472. Смертельная битва под водой!! (яп. 水牢の死闘!! Суйро: но сито:!!) - 473. Брат (яп. ブラザー Бурадза:) |                                                                             |                                             |                       |
| Дандзо пользуется переполохом на Совете Кагэ и сбегает. Последовательные атаки нескольких Кагэ могли бы убить Саскэ, однако того спасает Тоби и вместе с Карин телепортирует в безопасное место. Лидер Акацуки объявляет перед четырьмя Кагэ о том, что он — легендарный Мадара Утиха, выживший в бою против Первого Хокагэ, а также заявляет о своём плане «Глаз Луны», согласно которому, получив всех бидзю, он сможет воссоздать Десятихвостого Зверя и, став его дзинтюрики, сможет сделать свой сяринган «единым с Луной» и таким образом наложить гэндзюцу на весь мир. Из его слов Райкагэ узнаёт, что на самом деле Акацуки не удалось захватить его брата. Тоби, получив отказ Кагэ выдать двух оставшихся дзинтюрики, объявляет о начале Четвёртой мировой войны синоби. Дзюго и Суйгэцу остаются пленёнными. Кисамэ находит Киллер Би и начинает против него бой. Вмешательство Райкагэ позволяет братьям одолеть его. Киллер Би в качестве трофея забирает себе меч Кисамэ, Самэхаду. |                                                                             |                                             |                       |
| 51 | Саскэ против Дандзо (яп. サスケVSダンゾウ…!! Сасукэ ба:сасу Дандзо:…!!)     | 30 апреля 2010 года ISBN 978-4-08-870033-5  | Планируется к выпуску |
| Персонажи на обложке: Дандзо Симура, Саскэ Утиха, Тоби Главы: - 474. Решимость Хокагэ…!! (яп. 火影としての覚悟…!! Хокагэ то ситэ но какуго…!!) - 475. Воистину ценная способность Мадары!! (яп. マダラの真骨頂!! Мадара но синкотё:!!) - 476. Саскэ против Дандзо…!! (яп. サスケVSダンゾウ…!! Сасукэ ба:сасу Дандзо:…!!) - 477. Не говори об Итати (яп. イタチを語るな Итати о катаруна) - 478. Завершённая форма Сусаноо…!! (яп. 須佐能乎完全体…!! Сусано: кандзэнтай…!!) - 479. Идзанаги (яп. イザナギ) - 480. Жертва (яп. 犠牲 Гисэй) - 481. Смерть Дандзо!! (яп. ダンゾウ死す!! Дандзо: сису!!) - 482. Ещё один раз… (яп. もう一度… Мо: итидо…) - 483. Новая встреча учителя и ученика!! (яп. 再びの師弟!! Футатаби но ситэй!!) |                                                                             |                                             |                       |
| Саскэ убивает Дандзо. Сакура, решившая сама расправиться с Саскэ, совершает неудачную попытку и подставляется под удар. Её спасает Какаси, готовый сразиться с бывшим учеником. |                                                                             |                                             |                       |
| 52 | Члены команды № 7 (яп. それぞれの第七班!! Сорэдзорэ но Дайнанахан!!)        | 4 августа 2010 года ISBN 978-4-08-870084-7  | Планируется к выпуску |
| Персонажи на обложке: Кабуто Якуси, Наруто Удзумаки, Саскэ Утиха Главы: - 484. Члены команды № 7!! (яп. それぞれの第七班!! Сорэдзорэ но Дайнанахан!!) - 485. Близко…далеко… (яп. 近く…遠く… Тикаку… То:ку…) - 486. Кулаки (яп. 拳 Кобуси) - 487. Битва начинается…!! (яп. 戦いの始まり…!! Татакай но хадзимари…!!) - 488. В каждой деревне (яп. それぞれの里へ Сорэдзорэ но сато э) - 489. В ожидании великой войны…!! (яп. 忍界大戦へ向けて…!! Нинкай тайсэн э мукэтэ…!!) - 490. Правда о Девятихвостом!! (яп. 九尾の真実!! Кю:би но синдзюцу!!) - 491. Изоляция дзинтюрики!! (яп. 人柱力監禁!! Дзинтю:рики канкин!!) - 492. Приветствие (яп. あいさつ Айсацу) - 493. Тёмный Наруто!! (яп. 闇ナルト!! Ями Наруто!!) - 494. Киллер Би и Мотои (яп. キラービーとモトイ Кира:би: то Мотои) |                                                                             |                                             |                       |
| С помощью Режима Отшельника Наруто удаётся найти место битвы. Саскэ вместе с Тоби и Дзэцу решают пока что отступить. Ниндзя Конохи захватывают Карин. По просьбе Саскэ Тоби пересаживает юноше глаза Итати, чтобы тот овладел вечным мангэкё сяринганом. Выясняется, что в предыдущей битве Кисамэ Дзэцу подменил его на клон, а сам Хосигаки сейчас находится внутри Самэхады, которую взял Киллер Би. Цунадэ выходит из комы и возвращается к выполнению обязанностей лидера Конохи. После смерти Дандзо члены Корня АНБУ идут на сближение отношений с Хокагэ. По приказу жабьего мудреца Наруто передают ключ от печати Девятихвостого. Кабуто, найдя логово Акацуки, демонстрирует Тоби свою нынешнюю силу — призывает пятерых погибших её членов, и делает предложение — он готов помогать организации в обмен на «доступ к Саскэ с целью изучения тайн ниндзюцу». Тоби соглашается при одном условии — Кабуто не должен приближаться к Саскэ до окончания войны. По решению повторно созванного Совета пяти Кагэ Киллер Би и Наруто изолируют на острове в Стране Молнии для защиты от Акацуки.                            |                                                                             |                                             |                       |
| 53 | Рождение Наруто (яп. ナルトの出生 Наруто но Сюссё:)                         | 4 ноября 2010 года ISBN 978-4-08-870126-4   | Планируется к выпуску |
| Персонажи на обложке: Минато Намикадзэ, Кусина Удзумаки, новорождённый Наруто Удзумаки Главы: - 495. Тёмный Наруто сокрушён! (яп. 闇ナルト撃破!! Ями Наруто Гэкиха!!) - 496. Новая встреча с Девятихвостым (яп. 再会九尾!! Сайкай Кю:би!!) - 497. Девятихвостый против Наруто! (яп. 九尾VSナルト!! Кю:би тай Наруто!!) - 498. Красные волосы матери (яп. 母さんの赤い髪 Ка:-сан но Акай Ками) - 499. Новая печать! (яп. 新たなる封印!! Аратанару Фу:ин!!) - 500. Рождение Наруто (яп. ナルトの出生 Наруто но Сюссё:) - 501. Атака Девятихвостого (яп. 九尾襲来! Кю:би Сю:рай!!) - 502. Смертельная схватка Четвёртого Хокагэ! (яп. 四代目の死闘!! Ёндаймэ но Сито:!!) - 503. Минато использует Печать Бога Смерти! (яп. ミナトの屍鬼封尽!! Минато но Сики Фу:дзин!!) - 504. Спасибо (яп. ありがとう Аригато:) |                                                                             |                                             |                       |
| На острове Наруто успешно пытается научиться контролю над чакрой Лиса. В определённый момент в его подсознании возникает образ Кусины, его матери, которая, как оказалось, была предыдущим дзинтюрики Девятихвостого. По её словам, Тоби извлёк из неё Лиса, воспользовавшись моментом родов, после чего натравил монстра на Коноху. Четвёртому Хокагэ удалось заставить Тоби бежать, однако чтобы остановить бидзю, он ценой собственной жизни запечатал его в своём новорождённом сыне Наруто. |                                                                             |                                             |                       |
| 54 | Мост к миру (яп. 平和への架け橋 Хэйва э но Какэхаси)                        | 29 декабря 2010 года ISBN 978-4-08-870143-1 | Планируется к выпуску |
| Персонажи на обложке: Наруто Удзумаки, Майто Гай, Кисамэ Хосигаки, Конан Главы: - 505. Высвобождение чакры Девятихвостого!! (яп. 九尾チャクラ、解放!! Кю:би тякура, кайхо:!!) - 506. Гай против Кисамэ (яп. ガイVS鬼鮫 Гай VS Кисамэ) - 507. Ложное создание (яп. 偽りの存在 Ицувари но Сондзай) - 508. Достойная смерть синоби (яп. 忍の死に様 Синоби но Синидзама) - 509. Мост к миру (яп. 平和への架け橋 Хэйва э но Какэхаси) - 510. Шокирующая запретная техника!! (яп. まさかの禁術!! Масака но Киндзюцу!!) - 511. Мы все вернёмся домой (яп. 帰ってこよう Каэттэкоё:) - 512. Правда о Дзэцу! (яп. ゼツの真実! Дзэцу но Синдзицу!) - 513. Кабуто против Цутикагэ! (яп. カブトVS土影!! Кабуто VS Цутикагэ!!) - 514. План Кабуто (яп. カブトの目論見 Кабуто но Мокуроми) |                                                                             |                                             |                       |
| После того, как Наруто овладевает чакрой Лиса, у него проявляются несколько новых способностей, и с помощью одной из них, возможности улавливать эмоции, он обнаруживает в Самэхаде Кисамэ Хосигаки, и тот, пытаясь сбежать, вынужден вступить в сражение с Майто Гаем, но проигрывает. После этого Аоба Ямасиро путём чтения мыслей извлекает из него информацию о том, что когда-то Тоби контролировал все действия Четвёртого Мидзукагэ. Дабы не допустить дальнейшей утечки информации, Кисамэ совершает самоубийство: заключает себя в водяную тюрьму, где призванные акулы съедают его тело. Тоби отправляется в Деревню Дождя, где побеждает Конан и находит тело Нагато, у которого и изымает риннэган. Совет Кагэ решает не эвакуировать дзинтюрики с острова в связи с тем, что про них узнали враги; вместо этого в помощь им отправляется небольшой отряд — Цутикагэ и двое его помощников. Также отправившись на остров, Кабуто Якуси проводит быструю операцию, в результате которой захватывает Ямато и доставляет его в логово Акацуки с целью использовать его для увеличения армии Дзэцу, ранее созданной Тоби. |                                                                             |                                             |                       |
| 55 | Начало Великой войны! (яп. 大戦、開戦! Тайсэн, Кайсэн!)                     | 21 апреля 2011 года ISBN 978-4-08-870185-1  | Планируется к выпуску |
| Персонажи на обложке: Наруто Удзумаки, Дзабудза Момоти, Хаку, Дэйдара, Сасори, на заднем плане Курама Главы: - 515. Начало Великой войны! (яп. 大戦、開戦! Тайсэн, Кайсэн!) - 516. Речь Гаары (яп. 我愛羅の演説 Гаара но Эндзэцу) - 517. Борьба внутри Омой! (яп. オモイの「戦争」!! Омой но Сэнсо:!!) - 518. Битва между засадными отрядами!! (яп. 奇襲部隊の攻防!! Кисю: Бутай но Ко:бо:!!) - 519. Шар бидзю (яп. 尾獣玉 Бидзю:дама) - 520. Тайна нечистого воскрешения (яп. 穢土転生の秘密 Эдо Тэнсэй но Химицу) - 521. Объединённый отряд — битва начинается!! (яп. 大連隊、戦闘開始!! Дайрэнтай, Сэнто: Кайси!!) - 522. Я уже мёртв (яп. 死んだんだ Синданда) - 523. Легендарные семь синоби-мечников! (яп. 伝説の忍刀七人衆!! Дэнсэцу но Синобигатана Ситининсю:!!) - 524. То, что мы должны защитить (яп. 守るべきもの Маморубэки моно) |                                                                             |                                             |                       |
| Альянс пяти стран синоби создаёт Объединённую армию, во главе которой встаёт Гаара; четырьмя генералами помимо него становятся Какаси Хатакэ, Даруй, Кицути и Мифунэ. Кабуто призывает множество умерших ниндзя, включая нескольких Кагэ, для использования в войне. В разговоре с Тоби он утверждает, что его техника Эдо Тэнсэй практически неуязвима. Не подозревающий о происходящем Наруто начинает тренировку своих новых способностей под руководством Киллер Би. Отряду Канкуро удаётся победить засадный отряд мертвецов, во главе которых стояли Сасори и Дэйдара. Полк Какаси вступает в бой с ниндзя, в числе которых состоят Хаку и Дзабудза. В самом разгаре боя с помощью Эдо Тэнсэй призываются бывшие члены Семи синоби-мечников Тумана. Хаку и Дзабудзу удаётся победить. |                                                                             |                                             |                       |
| 56 | Воссоединение, команда Асумы! (яп. 再会、アスマ班! Сайкай, Асума хан!)      | 3 июня 2011 года ISBN 978-4-08-870218-6     | Планируется к выпуску |
| Персонажи на обложке: Наруто Удзумаки, Даруй, Гинкаку, Кинкаку Главы: - 525. Воскресшие Кагэ! (яп. 影、復活!! Кагэ, Фуккацу!!) - 526. Жестокая битва! Команда Даруй! (яп. 激戦!!ダルイ部隊!! Гэкисэн!! Даруи Бутай!!) - 527. Запретное слово (яп. NGワード Эну Дзи: Ва:до) - 528. Превосходя «скуку» (яп. 「だるい」を超えて «Даруй» о коэтэ) - 529. Золотые Узы (яп. 金色の絆 Кондзики но Кидзуна) - 530. Решение Тёдзи (яп. 金色の絆 Тё:дзи но Кэцуи) - 531. Воссоединение, команда Асумы! (яп. 再会、アスマ班! Сайкай, Асума-Хан!) - 532. Мифунэ против Хандзо: финал!! (яп. ミフネVS半蔵、決着！！ Мифунэ тай Хандзо:, кэттяку!!) - 533. Время клятв (яп. 誓いの時 Тикай но Токи) - 534. Прощайте, Ино-Сика-Тё!! (яп. さらば猪鹿蝶！！ Сараба Иносикатё:!!) |                                                                             |                                             |                       |
| Пятая Мидзукагэ встаёт во главе команды, призванной в случае угрозы защитить эвакуированных даймё. Полк Даруи сражается с призванными братьями Гинкаку и Кинкаку, обладающих частью чакры Девятихвостого и когда-то сражавшихся со Вторым Хокагэ. Во время битвы братья запечатывают в особый сосуд, ранее принадлежавший Рикудо Сэннину, подчинённых Даруи: Самуи и Ацуи. Однако самому Даруи удаётся повернуть ход битвы вспять и запечатать самих братьев. Легендарный самурай Мифунэ побеждает в бою Хандзо (бывшего лидера Деревни Дождя). Отряд Шикамару побеждает и запечатывает Какудзу. Троица Ино-Шика-Тё вынуждена вступить в бой против своего учителя Асумы Сарутоби. Им удаётся его победить. |                                                                             |                                             |                       |
| 57 | Наруто направляется на поле боя…! (яп. ナルト戦場へ…!! Наруто сэндзё: э…!!) | 4 августа 2011 года ISBN 978-4-08-870271-1  | Планируется к выпуску |
| Персонажи на обложке: Наруто Удзумаки, Киллер Би, Курама, Гюуки, на заднем плане Тоби Главы: - 535. Убеждение Ируки (яп. イルカの説得 Ирука но Сэттоку) - 536. Наруто направляется на поле боя…! (яп. ナルト戦場へ…!! Наруто Сэндзё: э…!!) - 537. В ночь…! (яп. 夜へ…!! Ёру э…!!) - 538. Перекрёстный допрос (яп. 詰問 Кицумон) - 539. Кровавая ночь…! (яп. 血の夜…!! Ти но Ёру…!!) - 540. План Мадары! (яп. マダラの作戦!! Мадара но сакусэн!!) - 541. Райкагэ против Наруто?! (яп. 雷影VSナルト!? Райкагэ vs Наруто) - 542. Тайная история сильнейшего дуэта! (яп. 最強タッグ秘話!! Сайкё: Таггу Хива!!) - 543. Незабываемые слова (яп. 捨てられねェ言葉 Сутэрарэнэ: Котоба) - 544. Два Солнца! (яп. 二つの太陽!! Футацу но Тайё:!!) |                                                                             |                                             |                       |
| Чёрный Дзэцу находит место, в котором были спрятаны даймё, и нападает. Свою атаку на войска Альянса начинает и Тоби: ему удаётся захватить некоторые из священных предметов, принадлежавших Рикудо Сэннину. Клоны Дзэцу превращаются в копии тех, с кем ранее сражались, и начинают убивать синоби поодиночке, что и было изначальным планом Тоби. Сакура первой обнаруживает такого клона и сообщает в штаб. Благодаря своим способностям Наруто узнаёт, что идёт война, и вместе с Киллер Би отправляется на поле боя, прорывая созданное для их же защиты оцепление. Эй и Цунадэ отправляются, чтобы их остановить. Поняв, что Наруто и Киллер Би хотят участвовать в войне, Эй решает атаковать их. Наруто убеждает Хокагэ и Райкагэ пропустить их. Тоби, используя риннэган, превращает воскрешённых дзинтюрики в новые Шесть путей Пэйна. |                                                                             |                                             |                       |
| 58 | Наруто против Итати!! (яп. ナルトVSイタチ!! Наруто vs Итати!!)              | 4 ноября 2011 года ISBN 978-4-08-870302-2   | Планируется к выпуску |
| Персонажи на обложке: Наруто Удзумаки, Итати Утиха Главы: - 545. Армия бессмертных! (яп. 不死身軍団!! Фудзими Гундан!!) - 546. Противостояние прошлых и нынешних Кагэ! (яп. 新旧影対決!! Синкю: Кагэ Тайкэцу!!) - 547. Истинная ценность! (яп. 価値あるもの!! Кати ару моно!!) - 548. Наруто против Итати! (яп. ナルトVSイタチ!! Наруто тай Итати!!) - 549. Вопрос Итати! (яп. イタチの問い!! Итати но Тои!!) - 550. Кото Амацуками (яп. 別天神 Кото Амацуками) - 551. Остановить Нагато! (яп. 長門を止めろ!! Нагато о Томэро!!) - 552. Необходимое условие, чтобы стать Хокагэ… (яп. 火影の条件…!! Хокагэ но Дзё:кен…!!) - 553. На поле битвы! (яп. 主戦場到着!! Сюсэндзё: То:тяку!!) - 554. Предел Расэнсюрикэна…! (яп. 螺旋手裏剣の限界…!! Расэнсюрикэн но Гэнкай…!!) - 555. Противоречие (яп. 矛盾 Мудзюн) |                                                                             |                                             |                       |
| Наруто и Киллер Би начинают первые сражения с клонами Дзэцу и воскрешёнными Кабуто ниндзя. Гаара, Ооноки и сопровождающие их отряды вступают в бой против четырёх воскрешённых Кагэ. Четвёртого Кадзэкагэ удаётся победить. Наруто и Киллер Би сталкиваются с Итати и Нагато и вступают с ними в бой. Итати освобождается от контроля Эдо Тэнсэй благодаря технике Кото Амацуками, которую он ранее передал Наруто с помощью вороны, и запечатывает Нагато с помощью Сусаноо. После этого Итати отправляется за другими душами, призванными с помощью Эдо Тэнсэй. Один из клонов Наруто приходит на подмогу к Гааре и Ооноки. Саскэ полностью овладевает вечным мангэкё сяринганом. Наруто помогает победить Му и Третьего Райкагэ. Гаара и Ооноки с отрядом синоби сражаются против Второго Мидзукагэ. |                                                                             |                                             |                       |
| 59 | Сбор пяти Кагэ…! (яп. 五影集結…!! Гокагэ Сю: кэцу…!!)                       | 3 февраля 2012 года ISBN 978-4-08-870368-8  | Планируется к выпуску |
| Персонажи на обложке: Наруто Удзумаки, Цунадэ, Эй, Ооноки, Гаара, Мэй Тэруми, Мадара Утиха со спины Главы: - 556. Гаара против Мидзукагэ! (яп. 我愛羅VS水影!! Гаара тай Мидзукагэ!!) - 557. Забавный Мальчик (яп. 蒸危暴威 Дзё:ки Бо:й) - 558. Козырь Кабуто…! (яп. カブトの切り札…!! Кабуто но кирифуда…!!) - 559. Прибытие подкрепления (яп. 増援到着 Дзо:эн то:тяку) - 560. Мадара Утиха (яп. うちはマダラ Утиха Мадара) - 561. Сила этого имени (яп. その名の力 Соно на но тикара) - 562. Место, где ты найдёшь себя (яп. 己を拾う場所 Онорэ о хироу басё) - 563. Сбор пяти Кагэ…! (яп. 五影集結…!! Гокагэ сю:кэцу…!!) - 564. Никто (яп. 誰でもない男 Дарэ дэмо най отоко) - 565. Дзинтюрики против Дзинтюрики (яп. 人柱力VS人柱力 Дзинтю:рики тай Дзинтю:рики) |                                                                             |                                             |                       |
| Му выбирается из укрытия. Гаара побеждает Второго Мидзукагэ. Все клоны Наруто приходят на подмогу к отрядам Альянса. Му призывает умершего Мадару Утиху; союзные войска понимают, что Тоби — не тот, за кого себя выдаёт. Призванный Мадара вступает в бой с армией Альянса, Наруто, Гаарой и Ооноки. Во время боя выясняется, что Мадара обладает риннэганом — следующей формой развития Вечного Мангэкэ сярингана. Пять Кагэ собираются вместе и начинают сражение против Мадары. Наруто и Киллер Би сталкиваются с Тоби и его Шестью путями Пэйна и начинают бой. |                                                                             |                                             |                       |

### Тома 60-72
| № | Заглавие                                                                            | На японском языке                           | На русском языке      |
| --- | ----------------------------------------------------------------------------------- | ------------------------------------------- | --------------------- |
| 60 | Курама!! (яп. 九喇嘛!! Курама!!)                                                    | 2 мая 2012 года ISBN 978-40-8870417-3       | Планируется к выпуску |
| Персонажи на обложке: Наруто Удзумаки, Сюкаку, Мататаби, Исобу, Сон Гоку, Кокуо, Сайкэн, Тёмэй, Гюки, Курама Главы: - 566. Глаза и звери (яп. 眼と獣 Мэ то кэмоно) - 567. Дзинтюрики Конохи (яп. 木ノ葉の里の人柱力 Коноха но сато но Дзинтю:рики) - 568. Четырёххвостый: король мудрых обезьян (яп. 四尾・仙猿の王 Ёнби : Сэнъэн но О:) - 569. Свидетельство воли! (яп. 意志の証明!! Иси но сё:мэй!!) - 570. Курама!! (яп. 九喇嘛!! Курама!!) - 571. Режим Бидзю! (яп. 尾獣モード!! Бидзю: Мо:до!!) - 572. Девять имён (яп. 九つの名前 Коконоцу но намаэ) - 573. Путь к сиянию (яп. 輝きへと続く道 Кагаяки э то цудзуку мити) - 574. Глаза, что смотрят во тьму (яп. 闇を見る眼 Ями о миру мэ) - 575. Каменная воля (яп. 石の意志 Иси но иси) |                                                                                     |                                             |                       |
| На помощь к Наруто и Би приходят Гай и Какаси. Роси — дзинтюрики Четырёхвостого — проглатывает Наруто, и тот внутри его сознания встречается с Четырёхвостым (выясняется, что его зовут Сон Гоку). Он решает помочь Наруто победить Тоби, если Наруто сможет освободить его из-под контроля. Тем более Наруто узнаёт от Сон Гоку настоящее имя Кюби, «Курама». Наруто освобождает Сона Гоку и Роси от контроля Тоби. Сон Гоку и Курама переходят на сторону Наруто. Наруто полностью овладевает силой Девятихвостого и освобождает души остальных дзинтюрики. Наруто начинает сражение с Тоби. Отряды альянса спешат к Наруто и Би на помощь. Саскэ продолжает двигаться на место боя. Суйгэцу и Дзюго находят одно из убежищ Оротимару, в котором Суйгэцу находит свиток, содержание которого, по его словам, может изменить ход войны. Пять Кагэ продолжают сражение с Мадарой. Саскэ сталкивается с Итати. |                                                                                     |                                             |                       |
| 61 | Союз братьев!! (яп. 兄弟、共闘!! Кё:дай, кё:то:!!)                                  | 27 июля 2012 года ISBN 978-4-08-870477-7    | Планируется к выпуску |
| Персонажи на обложке: Наруто Удзумаки, Саскэ Утиха, Итати Утиха, Тоби, Кабуто Якуси Главы: - 576. Веха новой встречи (яп. 再会の道標 Сайкай но митисирубэ) - 577. Меч ненависти (яп. 憎しみの刃 Никусими но яйба) - 578. Слабость отчаяния!! (яп. 絶望の弱点!! Дзэцубо но дзякутэн!!) - 579. Союз братьев!! (яп. 兄弟、共闘!! Кё:дай, кё:то:!!) - 580. Час братьев настал (яп. 兄弟の時間 Кё:дай но дзикан) - 581. Коноха для каждого (яп. それぞれの木ノ葉 Сорэдзорэ но Коноха) - 582. Ничто (яп. 何も無い Нани мо наи) - 583. Кто это? (яп. これは誰だ Корэ ва дарэ да?) - 584. Якуси Кабуто (яп. 薬師カブト Якуси Кабуто) - 585. Только так я могу оставаться собой (яп. 私ができる唯一の方法 Ватаси га дэкиру юиицу но хо:хо:) - 586. Идзанами в действии (яп. イザナミ発動 Идзанами Хацудо) - 587. В 9 вечера... (яп. 9時になったら 9-Дзи ни наттара) |                                                                                     |                                             |                       |
| Цунадэ использует печать Ян в сражении с Мадарой. Итати и Саскэ находят Кабуто и начинают сражение. Кабуто показывает свои способности в сэндзюцу. Итати начинает подготавливать дзюцу Идзанами. Кабуто рассказывает Итати о своём прошлом — о своём беспамятстве при нахождении, службе шпионом в «Анбу Нэ» и первой встрече с Оротимару, а также о том, как он пытается найти себя путём экспериментов над своим телом. Итати выполняет Идзанами и Кабуто оказывается в вечном гэндзюцу. Итати собирается остановить Эдо Тэнсэй. |                                                                                     |                                             |                       |
| 62 | Брешь (яп. 皹 Хиби)                                                                 | 4 октября 2012 года ISBN 978-4-08-870515-6  | Планируется к выпуску |
| Персонажи на обложке: Наруто Удзумаки, Какаси Хатакэ, Гай Майто, Мадара Утиха и его Сусаноо Главы: - 588. Бремя Кагэ (яп. 影を背負う Кагэ о сэоу) - 589. Отмена Эдо Тенсей (яп. 穢土転生の術・解 Эдо Тэнсэй-но дзюцу: Кай) - 590. Я всегда буду любить тебя (яп. お前をずっと愛している Омаэ-но дзутто аиситэйру) - 591. Риск (яп. リスク Рисуку) - 592. Третья сила (яп. 第三勢力 Даисан сэирюку) - 593. Возрождение Оротимару (яп. 復活の大蛇丸 Фуккацу-но Оротимару) - 594. Прародитель (яп. 祖たるもの Сотарумоно) - 595. Брешь (яп. 皹 Хиби) - 596. Одно Дзюцу (яп. 一つの術 Хитоцу-но дзюцу) - 597. Тайна Пространственно-временного Ниндзюцу (яп. 時空間忍術の秘密 Дзикукан ниндзюцу-но химицу) |                                                                                     |                                             |                       |
| Мадара использует свою самую мощную технику против кагэ — активирует совершенную форму Сусаноо, с коей мог справиться только Первый Хокагэ. Итати заставляет Кабуто отменить Эдо Тэнсэй. Призванные души возвращаются в загробный мир. Перед исчезновением Итати решает рассказать Саскэ правду о дне падения клана Утиха, передав ему свои воспоминания. Мадаре же с помощью необходимых печатей удаётся разорвать договор с применившим Эдо Тэнсэй и предотвратить собственное исчезновение. Суйгэцу и Дзюго находят Саскэ. Наруто продолжает сражение с Тоби, а Кагэ с Мадарой. Суйгэцу передаёт Саскэ свиток, найденный в одном из убежищ Оротимару. Саскэ воскрешает Оротимару с помощью проклятой печати Анко, после чего тот забирает свою чакру у Кабуто и соглашается помочь Саскэ обрести силу Утих, проведя в хорошо известное им двоим место, а Тоби тем временем воскрешает Десятихвостого в его несовершенной форме. Какаси находит слабость Тоби: их сяринганы обладают одинаковой способностью, связанной с параллельным измерением, и Какаси может ранить Тоби, перенося предметы или техники в другое измерение. |                                                                                     |                                             |                       |
| 63 | Мир мечты (яп. 夢の世界 Юмэ-но сэкай)                                               | 28 декабря 2012 года ISBN 978-4-08-870550-7 | Планируется к выпуску |
| Персонажи на обложке: Наруто Удзумаки, Какаси Хатакэ, Обито Утиха Главы: - 598. На Куски (яп. 粉砕 Фунсай) - 599. Утиха Обито (яп. うちは ・オビト Утиха Обито) - 600. Как всё дошло до этого? (яп. なぜ今まで Надзэ има мадэ) - 601. Обито и Мадара (яп. オビトとマダラ Обито то Мадара) - 602. Живой (яп. 生きている Икитэ иру) - 603. Реабилитация (яп. リハビリ Рихабири) - 604. Воссоединение, и затем... (яп. 再会、そして Сайкай, соситэ) - 605. Ад (яп. 地獄 Дзигоку) - 606. Мир мечты (яп. 夢の世界 Юмэ-но сэкай) - 607. Мне всё равно (яп. どうでもいいんだよ До:дэмо и:нда ё) |                                                                                     |                                             |                       |
| Наруто удаётся разбить маску Тоби, за которой скрывался считавшийся погибшим Обито Утиха, расэнганом. Когда Какаси спрашивает у него, как он дошёл до такого, Обито отвечает, что причиной всему то, что Какаси не уберёг Рин от смерти. На поле боя внезапно появляется Мадара, одолевший пятерых кагэ. Выясняется, что он, будучи уже глубоким стариком, нашёл в своём убежище чудом выжившего, но лишившегося половины тела Обито. Позднее, восстановившись с помощью клеток Хасирамы и выбравшись из укрытия Мадары, Обито застаёт Какаси и Рин, окружённых членами АНБУ Кровавого Тумана. Какаси убивает Рин, но по его слезам понятно, что это было вынужденной мерой. У Обито и Какаси одновременно активируется мангэкё сяринган, после чего Какаси теряет сознание от перенапряжения. Обито убивает всех синоби Тумана. После этого он возвращается в убежище Мадары и заявляет ему, что поддерживает его стремление создать мир грёз. Мадара рассказывает ему о том, как он пересадил свой риннэган Нагато, когда тот был ребёнком, и посвящает Обито в свой план по отлову всех бидзю и воскрешению Дзюби. Также Мадара, поместив свою волю в клон Белого Дзэцу, создаёт Чёрного Дзэцу. Вскоре он умирает, а Обито, отныне выдающий себя за Мадару, вместе с Дзэцу встречается с группой Нагато, чтобы привлечь их на свою сторону. Яхико отказывает Обито, но тот говорит Нагато, что они ещё встретятся. Повествование возвращается в наши дни. |                                                                                     |                                             |                       |
| 64 | Десятихвостый (яп. 十尾 Дзю:би)                                                     | 4 апреля 2013 года ISBN 978-4-08-870628-3   | Планируется к выпуску |
| Персонажи на обложке: Наруто Удзумаки, Нэдзи Хюга, Хината Хюга, Десятихвостый, группа синоби Объединённой Армии Главы: - 608. Решение Какаси! (яп. カカシの決意 Какаси-но кэцуй) - 609. Конец (яп. 終わり Овари) - 610. Десятихвостый (яп. 十尾 Дзю:би) - 611. Прибытие (яп. 到着 То:тяку) - 612. Техника Альянса синоби! (яп. 忍連合軍の術 Синоби рэнго:гун-но дзюцу) - 613. Мыслительный центр (яп. 頭 Атама) - 614. Ради тебя (яп. お前に Омаэ ни) - 615. Нерушимая связь (яп. 繋がれるもの Цунагарэру моно) - 616. Танцующие синоби (яп. 忍び舞う者たち Синобимау моно-тати) - 617. Танцующие синоби 2 (яп. 忍び舞う者たち其ノ弐 Синобимау моно-тати — соно ни) |                                                                                     |                                             |                       |
| На поле боя возрождается Десятихвостый. Дзинтюрики и Какаси безуспешно атакуют его, когда внезапно отовсюду начинают прибывать синоби Объединённой Армии. Скоординировав действия, Альянс пытается нейтрализовать Десятихвостого, но Обито заявляет, что скоро чудовище примет завершённую форму. Десятихвостый переходит на новый уровень развития, атакуя отдалённое селение, демонстрируя неограниченную мощь. Защищая Хинату и Наруто, подставившийся под атаку Обито Нэдзи Хюга погибает. Саскэ, Оротимару, Суйгэцу и Дзюго прибывают в Коноху. Используя силу Курамы, Альянс начинает теснить Десятихвостого. В итоге Мадара и Обито теряют контроль над ним и находятся на грани поражения. |                                                                                     |                                             |                       |
| 65 | Хасирама и Мадара (яп. 柱間とマダラ Хасирама то Мадара)                             | 4 июля 2013 года ISBN 978-4-08-870661-0     | Планируется к выпуску |
| Персонажи на обложке: Саскэ Утиха, Мадара Утиха, Хасирама Сэндзю, Тобирама Сэндзю, Хирузэн Сарутоби, Минато Намиказэ Главы: - 618. Те, кто знают всё (яп. 全てを知る者たち Субэтэвосиру моно-тати) - 619. Проклятый клан (яп. 悪に憑かれた一族 Аку ни цукарэта итидзоку) - 620. Хасирама Сэндзю (яп. 千手柱間 Сэндзю Хасирама) - 621. Хасирама и Мадара (яп. 柱間とマダラ Хасирама то Мадара) - 622. Достигнув другой стороны (яп. 届いた Тодоита) - 623. Взгляд (яп. 一望 Итибо:) - 624. Ничья (яп. 相子 Айко) - 625. Реальная мечта (яп. 本当の夢 Хонто:-но юмэ) - 626. Хасирама и Мадара 2 (яп. 柱間とマダラ其ノ弐 Хасирама то Мадара — соно ни) - 627. Ответ Саскэ (яп. サスケの答え Саскэ-но котаэ) |                                                                                     |                                             |                       |
| Оротимару с помощью маски клана Удзумаки призывает Бога Смерти и выпускает из его живота души четырёх Хокагэ, а затем используя тела Дзэцу в качестве жертв, воскрешает их с помощью Эдо Тэнсэй. Саскэ просит Третьего Хокагэ рассказать ему всё об Итати, Третий говорит ему, что они поручили Итати вырезать клан Утиха, а затем внедрили его в Акацуки в обмен на защиту Саскэ. Далее Второй Хокагэ рассказывает Саскэ о том, что для клана Утиха на самом деле важнее всего любовь и дружба, и для них это значило даже больше, чем для Сэндзю. Если Утиха потеряет любовь, это приведёт к ненависти, и из-за сильных переживаний мозг начнёт вырабатывать специальную чакру, влияющую на глазные нервы и пробуждающую сяринган, причём чем глубже ненависть, тем сильнее глаза и тем сложнее их контролировать, как это случилось с Мадарой. Саскэ просит Первого Хокагэ рассказать о наследии деревни, и какое место в нём занимают синоби. Хасирама начинает рассказ о своём сражении с Мадарой и о том, как они впервые встретились в детстве и стали друзьями. Оказалось, что они оба лелеяли одинаковую мечту — построить место, в котором не будет войн и где дети не будут умирать. Однако после того, как их отцы узнали об их встречах, они устроили друг на друга засады одинаковыми командами: младший брат Мадары Идзуна и их отец Тадзима с одной стороны, и брат Хасирамы Тобирама с их отцом Буцумой — с другой. После того как Хасирама заявляет, что убьёт любого, кто посмеет притронуться к его брату, у Мадары пробуждается сяринган, и он заявляет, что они с Хасирамой более не друзья. Через несколько лет взрослому Хасираме удаётся убедить Мадару основать деревню для синоби. Хасирама пожелал чтобы главой деревни стал Мадара, однако тот факт, что жители деревни доверяли Хасираме больше, задел чувства Утихи, он отказался и ушёл из Конохи. После его продолжительных нападений на деревню Хасирама убил (как ему казалось) Мадару в Долине Завершения. Далее Хасирама и Тобирама рассказывают Саскэ, что среди наследников Воли Огня были и Утихи, Утиха Кагами и друг Итати, Утиха Сисуй, сын Кагами. Узнав это, Саскэ решает не уничтожать Коноху, а защитить её от Мадары. Вся компания вместе со сбежавшей из-под стражи Карин готовится телепортироваться на поле боя. |                                                                                     |                                             |                       |
| 66 | Новая тройная блокада (яп. 新たなる三竦 Aratanaru Sansukumi)                        | 4 сентября 2013 года ISBN 978-4-08-870801-0 | Планируется к выпуску |
| Персонажи на обложке: Наруто Удзумаки, Саскэ Утиха, Сакура Харуно, Аода, Гамакити, Кацую Главы: - 628. Здесь и сейчас (яп. ここに、そしてこれから Коко ни, соситэ корэ кара) - 629. Бездонная пропасть (яп. 風穴 Кадзаана) - 630. То, что заполняет пустоту (яп. 埋めるもの Умэру моно) - 631. Команда № 7 (яп. 第七班 Дайнанахан) - 632. Сражаемся бок о бок (яп. 共闘 Кёто) - 633. Вперёд (яп. 前へ Маэ э) - 634. Новое трио (яп. 新たなる三竦み Аратанару сансукуми) - 635. Новый ветер (яп. 新しい風 Атарасий кадзэ) - 636. Нынешний Обито (яп. 今のオビトを Има но Обито о)) - 637. Дзинтюрики Десятихвостого (яп. 十尾の人柱力 Дзю:би но Дзинтю:рики?) |                                                                                     |                                             |                       |
| На поле боя появляются оживлённые Хокагэ, Саскэ и Дзюго. Оротимару, Карин и Суйгэцу излечивают Цунадэ и отправляются на поле битвы, Цунадэ излечивает остальных кагэ. Обито втягивает Какаси в другое пространство и, получив от него серьёзную рану, возвращается на поле битвы без него. Он избавляется от контроля Мадары и начинает превращение в дзинтюрики Десятихвостого демона. |                                                                                     |                                             |                       |
| 67 | Прорыв (яп. 突破口 Топпако)                                                         | 4 декабря 2013 года ISBN 978-4-08-870849-2  | Планируется к выпуску |
| Персонажи на обложке: Обито Утиха, Минато Намиказэ, Наруто Удзумаки Главы: - 638. Дзинтюрики Десятихвостого: Обито (яп. 十尾の人柱力・オビト Дзю:би но Дзинтю:рики: Обито) - 639. Нападение (яп. 襲 Осо:) - 640. Вот и всё (яп. やっとだよ Ятто да ё) - 641. Главные роли у вас! (яп. 君らがメインだ!! Кимира га мэйн да!!) - 642. Прорыв (яп. 突破口 Топпако:) - 643. Столкновение двух кулаков! (яп. 合わせる拳...!! Авасэру кобуси!) - 644. Я знаю (яп. 分かってる Вакаттэру) - 645. Две силы! (яп. 二つの力...!! Футацу но тикара) - 646. Божественное древо (яп. 神樹 Синдзю) - 647. Сожаления (яп. 後悔 Кокаи) |                                                                                     |                                             |                       |
| Став дзинтюрики Десятихвостого, Обито начинает атаковать Второго, Третьего и Четвёртого Хокагэ, а Мадара в свою очередь противостоит 1-му. Совместно Наруто и Саскэ атакуют дзинтюрики Десятихвостого, но не смогли нанести хоть какой-то ущерб. Для восстановления силы своего сына Минато использует чакру другой половины Девятихвостого. Отец и сын начинают вместе атаковать Обито. Обито освобождает истинную форму Десятихвостого – Божественное древо – и начинает приготовления к созданию Бесконечного Цукуёми. Синдзю нападает на альянс Синоби и забирает свою чакру себе. Не желая сдаваться, Наруто и Саскэ ещё раз противостоят Обито. |                                                                                     |                                             |                       |
| 68 | Путь (яп. 轍 Вадати)                                                                | 4 марта 2014 года ISBN 978-4-08-880023-3    | Планируется к выпуску |
| Персонажи на обложке: Наруто Удзумаки, юные Какаси Хатакэ, Рин Нохара и Обито Утиха Главы: - 648. Мечта синоби (яп. 忍の夢…!! Синоби но юмэ...!!) - 649. Воля синоби (яп. 忍の意志 Синоби но иси) - 650. Тот, кто уснёт (яп. 眠るのは Нэмуру но ва) - 651. То, что заполнит (яп. 埋めたもの Умэта моно) - 652. Колея Наруто (яп. ナルトの轍 Наруто но Вадати) - 653. Я наблюдаю за тобой (яп. ちゃんと見てる Тянто митэру) - 654. Я — Обито Утиха (яп. うちはオビトだ Утиха Обито Да) - 655. Путь (яп. 轍 Вадати) - 656. Возвращение (яп. 交代 Котаи) - 657. Мадара Утиха вернулся (яп. うちはマダラ、参る Утиха Мадара, Майру) |                                                                                     |                                             |                       |
| Наруто и Саскэ объединяют свои Сусаноо и Режим Бидзю и начинают атаковать Обито. В конце концов, им удаётся ранить его. С помощью хвостов 9-хвостого Наруто и весь альянс синоби начинают вытягивать чакру 10-хвостого из Обито. Совместными усилиями альянс успешно освобождает всех Бидзю: от Однохвостого до Семихвостого, а также чакры Курамы и Гуюки. Ослабленный Обито падает на землю. Рядом с ним появляется Какаси с намерением убить его, но его останавливает их учитель, Минато. Тем временем Мадара вонзает в Хасираму чакроприемники. С помощью древесных техник Хасирама всё-таки обездвиживает Мадару. Прибывший Наруто атакует Мадару, а Сай применяет на нём Запечатывающую технику. Используя беспомощность Обито, Чёрный Дзэцу – воля Мадары – заставляет его применить Риннэ Тэнсэй. Мадара воскрешён. Обездвижив Хасираму, он забирает его природную чакру и собирается начать охоту на освободившихся семерых Бидзю. |                                                                                     |                                             |                       |
| 69 | Начало Алой Весны (яп. 紅き春の始まり Акаки Хару но Хадзимару)                      | 2 мая 2014 года ISBN 978-4-08-880054-7      | Планируется к выпуску |
| Персонажи на обложке: Рок Ли, Майто Гай, Майто Дай, Наруто Удзумаки Главы: - 658. Бидзю против Мадары (яп. 尾獣VSマダラ…!! Бидзю vs Мадара...!!) - 659. Ринбо: Хэнгоку (яп. リンボ・辺獄 Ринбо: Хэнгоку) - 660. Скрытое сердце (яп. 裏の心 Ура но Кокоро) - 661. Неудавшийся мир (яп. 失敗した世界 Сиппайсита Сэкай) - 662. Конец реальности (яп. 本当の終わり Хонто но Овари) - 663. Абсолютно (яп. 絶対に Зэттаи ни) - 664. Потому что я его отец (яп. 父親だから Тити оя дакара) - 665. Настоящий Я (яп. 今のオレは Има но орэ ва) - 666. Оба Мангэкё (яп. 2つの万華鏡 Футацу но Мангэкё) - 667. Конец весны юности (яп. 碧き日の終わり Аоки Хи но Овари) - 668. Начало Алой весны (яп. 紅き春の始まり Акаки Хару но Хадзимари) |                                                                                     |                                             |                       |
| Мадара побеждает всех Бидзю, в том числе Кураму и Гюки, и запечатывает их в Гэдо Мадзо, тем самым возрождая Дзюби в совершенной форме, после чего поглощает его, становясь дзинтюрики Десятихвостого. Саскэ пытается напасть на Мадару, используя технику, которой его научил Хасирама, но Мадара отбирает у него меч Кусанаги и смертельно ранит Саскэ ударом в грудь. В попытке отсрочить смерть Наруто, из которого извлекли Кураму, Сакура делает ему прямой массаж сердца. Альянс Синоби начинает проигрывать битву со Спиральным Дзэцу, использующим против них стихию Дерева. Тем временем Карин чувствует смерть Саскэ и бросается к нему через поле боя, отбрасывая Спирального Дзэцу. Оротимару сравнивает её с Мито Удзумаки. Рядом с поверженным Саскэ появляется вырвавшийся из Идзанами, впитавший чакру огромного количество синоби и превратившийся в монстра Кабуто. Ко всеобщему удивлению, он говорит, что хочет спасти Саскэ. Для этого он соединяет своё тело с раной Саскэ и накачивает его чакрой и клетками Хасирамы. Гаара пытается перенести Сакуру и находящегося при смерти Наруто к воскрешённому Четвёртому Хокагэ, в котором запечатана Инь-чакра Девятихвостого, однако появившийся в момент передачи Наруто Инь-чакры Чёрный Дзэцу перехватывает её и пытается передать левый глаз-Риннэган прибывшему Мадаре. Обито, всё ещё соединённый с Дзэцу, предаёт Мадару, и, ранив его, запечатывает Инь-Чакру Девятихвостого, а также часть чакры Однохвостого и Восьмихвостого, в Наруто. Он и Какаси, используя свои Сяринганы, безуспешно пытаются атаковать Мадару. Появляется Гай. Минато говорит ему, что на Мадару действуют только сэндзюцу и тайдзюцу. Гай атакует Мадару, открыв Седьмые Врата, но Утиха с лёгкостью побеждает его. Гай говорит, что хочет стать "Красным Зверем Конохи". Несмотря на попытки Ли, Какаси и Минато отговорить его, Гай решает открыть Врата Смерти. Вспоминая своего отца, в своё время также пожертвовавшего жизнью ради тех, кто был ему дорог, Гай активирует технику Восьми Врат. |                                                                                     |                                             |                       |
| 70 | Наруто и Мудрец Шести Путей (яп. ナルトと六道仙人…!! Наруто то Рикудо: Сэннин...!!) | 4 августа 2014 года ISBN 978-4-08-880151-3  | Планируется к выпуску |
| Персонажи на обложке: Наруто Удзумаки, Саскэ Утиха, Хасирама Сэндзю, Мадара Утиха, Ашура, Индра, Рикудо Сэннин, Кагуя Ооцуцуки Главы: - 669. Боевое построение Восьми Врат (яп. 八門遁甲の陣…!! Хатимон Тонко: но Дзин...!!) - 670. Начало (яп. 始まりのもの…!! Хадзимари но моно...!!) - 671. Наруто и Мудрец Шести Путей (яп. ナルトと六道仙人…!! Наруто то Рикудо: Сэннин...!!) - 672. Ночной Гай (яп. 夜ガイ…!! Ягаи...!!) - 673. Мы (яп. オレらで…!! Орэра дэ...!!) - 674. Риннэган Саскэ (яп. サスケの輪廻眼...!! Сасукэ но Риннэган...!!) - 675. Сон наяву (яп. 今の夢 Има но Юмэ) - 676. Бесконечный сон (яп. 無限の夢 Мугэн но Юмэ) - 677. Вечное Цукуеми (яп. 無限月読 Мугэн Цукуёми) - 678. Моя воля (яп. オレノ意志ハ Орэ но ися ва) - 679. Стоявшая у истоков... (яп. はじまりのもの Хадзимари но моно) |                                                                                     |                                             |                       |
| Гай пробивает чёрную сферу, которой окружил себя Мадара, и наносит ему страшный удар. Однако даже эта техника не в силах убить Мадару. Умирающему Наруто является Рикудо Сэннин. Рикудо Сэннин говорит, что Наруто является реинкарнацией его младшего сына Ашуры — предка клана Сэндзю. Реинкарнацией Индры, старшего сына Рикудо Сэннина, является Саскэ. Прошлыми реинкарнациями Ашуры и Индры были Хасирама Сэндзю и Мадара Утиха соответственно, но Мадара, пересадив себе ДНК Хасирамы, создал чакру Рикудо Сэннина в своём теле. Рикудо Сэннин даёт Наруто и Саскэ силы для дальнейшей борьбы с Мадарой. У Наруто появились способности к управлению природной чакрой, как у Рикудо Сэннина, кроме того, он получает способности всех бидзю, а у Саскэ в левом глазу пробуждается Риннэган, выглядящий, как глаз Десятихвостого. Обито просит Сакуру сделать ему одолжение — выколоть его Риннэган, чтобы Мадара не смог им воспользоваться. Наруто с помощью своей новой силы спасает Майто Гая от смерти, а затем вместе с Саскэ вступает в бой с Мадарой, который хочет слиться с Древом. В процессе битвы Мадара забирает у Какаси сяринган и перемещается в измерение Камуи, где метает в Сакуру, готовую выколоть левый глаз Обито, чакроприёмник. Обито ничего не остаётся, кроме как телепортировать Сакуру в реальный мир. Мадара пробивает грудь бывшего союзника и, в буквальном смысле взяв его за сердце, насмешливо говорит ему, что это он подстроил смерть Рин. После этого он забирает у Обито свой глаз (вернув ему его собственный, отданный много лет назад Какаси) после чего уничтожает личность бывшего лидера Акацуки, а затем при помощи Чёрного Дзэцу телепортируется назад в реальный мир. Он призывает четырёх клонов-теней, а затем создаёт бесчисленное множество гигантских метеоритов, которые обрушиваются на Команду 7. Пользуясь замешательством противника, Мадара, взмыв в воздух, отламывает свой протектор и на его лбу открывается глаз Синдзю. Используя его, Мадара, наконец, приводит свой план в действие и активирует Вечное Цукуёми, погружая весь мир в бесконечную иллюзию. Вырвавшиеся из-под земли корни Святого Древа заключают всех жителей мира в коконы, где каждый из которых видит иллюзию мира, где осуществились их самые сокровенные мечты. Лишь возрождённые Хокагэ остаются невосприимчивы к Вечному Цукуёми. Видя спроецированный на луну Глаз Синдзю, Саскэ успевает распространить покров Сусаноо на всех членов Команды 7, тем самым предотвратив их попадание в иллюзию. Внутри Сусаноо Саскэ приходит к выводу, что снять воздействие Риннэгана может только другой Риннэган и надменно говорит Сакуре, что то, что происходит снаружи, уже неважно, и если они выйдут, то войну можно считать оконченной. Наруто, возмущённый тоном Саскэ, пытается возражать, однако Какаси говорит, что, если Саскэ может противостоять Вечному Цукуёми, то он должен возглавить Команду 7. Дождавшись, пока техника завершится, они вырываются наружу и готовятся вступить в бой с Мадарой. Утиха насмехается над ними, говоря, что всё кончено, он победил, превратив ад на земле в рай, и называет себя спасителем мира. Однако возмездие настигает мерзавца там, где он совсем этого не ждал: Чёрный Дзэцу, стоящий позади Мадары, внезапно пронзает его грудь своей левой рукой, после чего насмешливо говорит ему, что он ничем не отличается от Обито и, как и он, не может быть спасителем. Шокированный Мадара в панике говорит Дзэцу, что тот лишь воплощение его воли, однако Дзэцу лишь насмехается над его словами, говоря, что он — воля Кагуи Ооцуцуки, а не его, после чего насильно сливается с ним. Перед слиянием с Мадарой и превращением в Кагую Чёрный Дзэцу объясняет, что изначальная цель Вечного Цукуёми — превратить всё человечество в Белых Дзэцу, чтобы Кагуя могла их использовать в качестве солдат. |                                                                                     |                                             |                       |
| 71 | Как же я люблю вас! (яп. 大好きだ Даисуки да)                                       | 4 ноября 2014 года ISBN 978-4-08-880208-4   | Планируется к выпуску |
| Персонажи на обложке: Наруто Удзумаки, Саскэ Утиха, Сакура Харуно, Какаси Хатакэ Главы: - 680. И снова... (яп. もう一度 Мо: итидо) - 681. Слёзы Кагуи (яп. カグヤの涙 Кагуя но намида) - 682. Спорим, такого ты никогда не видела (яп. 見たことねーだろ Мита кото нэ: даро) - 683. У меня была та же мечта (яп. お前と同じ夢を見た Омаэ но томадзи юмэ о мита) - 684. Его нужно убить (яп. 殺しておくべきだ Короситэкубэки да) - 685. Всё, что у тебя есть...!! (яп. ありったけの...!! Ариттакэ но...!!) - 686. Тот, кто ушёл, и тот, кто остался (яп. 残せし者と継ぎし者 Нокосэси моно то цугиси моно) - 687. Во что бы то ни стало (яп. お前は必ず Омаэ ва канаразу) - 688. Сяринган!!! (яп. 写輪眼の...!! Сяринган но...!!) - 689. Как же я люблю вас! (яп. 大好きだ Даисуки да) - 690. Ниндзя! (яп. 忍者の...!! Ниндзя но...!!) |                                                                                     |                                             |                       |
| Кагуя узнаёт в Наруто и Саскэ Ашуру и Индру, а затем, переместив Команду 7 и Обито в место, похожее не жерло вулкана, нападает на них. Ей удаётся их схватить, при этом Наруто и Саскэ настолько сильно напоминают ей её двух сыновей, Хагоромо и Хамуру, что Кагуя начинает плакать. Чёрный Дзэцу объясняет Наруто и Саскэ, что он был создан незадолго до запечатывания Десятихвостого и что он является третьим сыном Кагуи. Чёрный Дзэцу много веков манипулировал Индрой и его потомками, Утихами, чтобы они смогли пробудить Риннэган, освободить Десятихвостого, использовать Вечное Цукуёми и освободить Кагую от печати. По его словам, об этом не знал даже Хагоромо. В конце концов, это удалось только Мадаре, когда он после боя с Хасирамой, погибнув и воскреснув с помощью Идзанаги, пересадил себе кусочек его плоти и пробудил таким образом Риннэган. Кагуя хотела забрать всю чакру у Хагоромо и Хамуры, из-за чего те запечатали её той же техникой, что Хагоромо дал Наруто и Саскэ. Наруто освобождается от хватки Чёрного Дзэцу со словами, что историю ниндзя создавал не только он, а затем называет Кагую плохой матерью. Наруто лечит Обито, а затем, чтобы Кагуя потеряла бдительность, использует технику Гарема, создав нескольких теневых клонов и превратив их в красивых обнажённых юношей. Кагуя сильно удивляется такому ходу Наруто, и она открывается для атаки. Наруто и Саскэ пытаются запечатать её, но Кагуя перемещает Команду 7 и Обито в заснеженные скалы, а затем, следуя совету Чёрного Дзэцу, разделяет Наруто и Саскэ, телепортировав Саскэ в пустыню. С помощью очнувшегося Обито Какаси и Сакуре удаётся найти Саскэ и вытащить его из измерения Кагуи. Чтобы спасти Наруто и Саскэ, Обито жертвует своей жизнью, подставив себя под удар техники Кагуи. В загробном мире Обито встречается с Рин, у которой просит прощения за свои поступки, и та его прощает. Обито передаёт Какаси оба своих сярингана, и тому с их помощью удаётся нейтрализовать Кагую, а Наруто и Саскэ с помощью силы, переданной им от Рикудо Сэннина, побеждают и запечатывают Кагую вместе с Чёрным Дзэцу в луну и освобождают Мадару. |                                                                                     |                                             |                       |
| 72 | Наруто Удзумаки (яп. うずまきナルト!! Удзумаки Наруто)                              | 2 февраля 2015 года ISBN 978-4-08-880220-6  | Планируется к выпуску |
| Персонаж на обложке: Наруто Удзумаки Главы: - 691. Поздравления (яп. おめでとう Омэдэто:) - 692. Революция (яп. 革命 Какумэи) - 693. Ещё один раз (яп. ここでまた Коко дэ мата) - 694. Наруто и Саскэ (1) (яп. ナルトとサスケ① Наруто то Сасукэ (ити)) - 695. Наруто и Саскэ (2) (яп. ナルトとサスケ② Наруто то Сасукэ (ни)) - 696. Наруто и Саскэ (3) (яп. ナルトとサスケ③ Наруто то Сасукэ (сан)) - 697. Наруто и Саскэ (4) (яп. ナルトとサスケ④ Наруто то Сасукэ (ён)) - 698. Наруто и Саскэ (5) (яп. ナルトとサスケ⑤ Наруто то Сасукэ (го)) - 699. Печать примирения (яп. 和解の印 Вакаи но ин) - 700. Наруто Удзумаки (яп. うずまきナルト!! Удзумаки Наруто) |                                                                                     |                                             |                       |
| Бывшие кагэ и Мадара прощаются с Наруто и Саскэ, сказав на прощание, что пора передать их дела следующему поколению, то есть им самим. После прощания с бывшими правителями Деревни, Скрытой в Листве Хагоромо освобождает всех бидзю, молвя, что теперь все они, кроме Курамы, которого Хагоромо просит остаться в Наруто и присматривать за ним, могут жить, как хотят. Наруто намерен отменить Вечное Цукуёми, однако Саскэ решает убить всех пятерых кагэ и Наруто и тем самым начать революцию. С помощью Тибаку Тэнсэй он заключает всех бидзю в небольшие луны и вызывает Наруто на смертельный бой за пост Хокагэ в Долину Завершения, где они сразились три года назад. Хагоромо не может больше находиться в мире живых, поэтому он исчезает в загробный мир. На месте смертельной дуэли Саскэ объясняет Наруто своё видение Хокагэ: это человек, способный нести на себе все тяготы, ненависть, боль мира. Саскэ намерен объединить мир, создав общего противника в своём лице. Наруто же вспоминает слова Итати — как сильно бы человеку не казалось, что он справится со всем один, это не так. Начинается бой, в ходе которого Наруто и Саскэ полностью уничтожают Долину Завершения и теряют свои руки. После боя истощённые Наруто и Саскэ вспоминают своё прошлое, а Саскэ признаёт своё моральное поражение перед Наруто, называет его своим другом и решает умереть, а свой риннэган отдать Какаси, чтобы тот отменил Вечное Цукуёми, но Наруто против этого, так как его мечта — чтобы все ниндзя мира, включая Саскэ, работали вместе. Кровь из их потерянных рук соединяется воедино. Позже их находят Какаси и Сакура, и последняя лечит их раны, после чего Наруто и Саскэ отменяют Вечное Цукуёми и освобождают всех синоби. Мир синоби возвращается в обычное русло. Какаси становится Шестым Хокагэ, заняв место Цунадэ, а пересмотревший свои идеалы Саскэ решает отправиться в странствия по миру, чтобы найти свой истинный путь. В конце предпоследней главы Наруто прощается с Саскэ и отдаёт ему его старую повязку с перечёркнутым символом Деревни, Скрытой в Листве, которую Саскэ потерял три года назад в Долине Завершения. В последней главе показывают события спустя несколько лет. У главных героев появились дети, Саскэ продолжает путешествовать по миру, а Наруто осуществил свою мечту, став Седьмым Хокагэ. |                                                                                     |                                             |                       |